# Sultanato di Delhi
Il Sultanato di Delhi (persiano/urdu سلطنت دلی, Salṭanat-e Dilli o سلطنت هند, Salṭanat-e Hind) fu uno Stato islamico esistito dal 1206 al 1526 che, al momento della sua massima espansione, si sviluppava su quasi tutto il territorio del subcontinente indiano; la capitale era posta a Delhi, anche se non mancarono delle parentesi storiche durante le quali il centro amministrativo venne spostato altrove. A governo del sultanato si impose una serie di dinastie turche e pashtun ("afghane"), ovvero, in ordine cronologico, dapprima i Mamelucchi (1206-1290), poi i Khaljī (1290-1320), i Ṭughlāq (1320-1414), i Sayyid (1414-1451) e i Lōdī, o Lōdhī (1451-1526); tali famiglie reali furono poi definitivamente rimpiazzate dai Moghul. Sotto la sua giurisdizione di Delhi, al momento della massima estensione territoriale, rientravano regioni oggi comprese nel Pakistan, nell'India, nel Bangladesh e nel Nepal meridionale.
Subentrato alla dinastia ghuride, il Sultanato di Delhi figurava in origine tra i numerosi principati governati dai generali schiavi turchi fedeli a Muhammad di Ghur, tra cui ad esempio Yildiz, Aibek e Qubacha, i quali avevano ereditato e spartito tra di loro i domini ghuridi prima floridi in gran parte dell'India settentrionale, in particolare nei pressi del passo di Khyber. Dopo un lungo periodo di lotte intestine, i mamelucchi di Delhi soccombettero per via della rivoluzione Khalji, evento che segnò l'affermazione al potere di una variegata nobiltà indo-musulmana al posto dei turchi. Entrambe le dinastie emergenti dei Khalji e dei Tughlaq diedero il via a molteplici campagne belliche terminate con delle rapide e vittoriose conquiste nel sud dell'India, nello specifico nel Gujarat e nel Malwa. Altrettanto degno di nota fu l'invio di una prima storica spedizione militare a sud del fiume Narmada e nel Tamil Nadu.
Nella prima parte del XIV secolo, la nazione continuò a estendersi verso l'India meridionale fino al 1347, quando le province del sud si resero indipendenti sotto il Sultanato di Bahmani, successivamente smembratosi nei Sultanati del Deccan. L'entità statale raggiunse l'apice della sua portata geografica durante la dinastia Tughlaq, quando incorporava sotto la stessa bandiera città facenti parte dell'odierno Pakistan e del Bangladesh. Una simile espansione fu seguita dal declino dovuto alle riconquiste indù, ai regni indù come l'Impero di Vijayanagara e di Mewar che reclamavano l'indipendenza, e ai nuovi sultanati musulmani come quello del Bengala, Jaunpur, Gujarat e Malwa che riuscirono a separarsi dall'autorità centrale. Nel 1398, il saccheggio della capitale Delhi compiuto da Tīmūr (Tamerlano) rese ancor più tangibile l'inarrestabile processo di declino e frammentazione che lo Stato islamico stava vivendo. Dopo essersi brevemente ripreso sotto la dinastia dei Lōdī (o Lōdhī), finì poi conquistato da Bābur, imperatore Moghul, nel 1526.
La rilevanza storica dello Stato in esame riguarda soprattutto lo sviluppo di una cultura cosmopolita globale nel subcontinente indiano (si pensi alla proliferazione della lingua indostana e dell'architettura indo-islamica). Inoltre, poiché il sultanato fu una delle poche realtà a riuscire a respingere gli attacchi dei mongoli, in particolare del Khanato Chagatai, risultò possibile la coincidenza di quei fattori che consentirono l'intronizzazione di una delle poche figure femminili di spicco nella storia islamica, Radiya Sultana, al potere dal 1236 al 1240. Le campagne vittoriose di Bakhtiyar Khalji, avvenute alla fine del XII secolo, portarono con sé la profanazione su larga scala di templi indù e buddisti, evento a cui seguì un declino di quest'ultimo credo nell'India orientale e nel Bengala, e alla distruzione di alcune università e biblioteche. Le incursioni mongole nell'Asia occidentale e centrale gettarono le condizioni ideali affinché cominciassero a susseguirsi secoli di flussi migratori di soldati, intellettuali, mistici, commercianti, artisti e artigiani in cerca di rifugio nel subcontinente in esame, permettendo così di radicare la cultura islamica in India e nel resto della regione.

## Storia

### Contesto storico
Per descrivere il contesto storico che ha portato all'ascesa del Sultanato di Delhi in India non si può prescindere da un altro evento che coinvolse in maniera più ampia gran parte del continente asiatico, nello specifico la regione meridionale e occidentale: l'afflusso di popoli turchi nomadi dalle steppe dell'Asia centrale. Le origini di questi flussi di persone vanno rintracciate nel IX secolo, quando il califfato islamico iniziò a frammentarsi in Medio Oriente. I governanti musulmani nelle realtà rivali confinanti iniziarono a fare prigionieri e a istruire molti dei turchi nomadi non fedeli all'islam residenti nelle steppe dell'Asia centrale, allo scopo di renderli fedeli schiavi militari chiamati mamelucchi. Ben presto, i turchi iniziarono a migrare verso le terre musulmane e andarono incontro a un processo di islamizzazione. Alla fine, molti degli schiavi mamelucchi turchi insorsero per diventare governanti e si imposero in numerose regioni del mondo musulmano, dando forma a sultanati mamelucchi geograficamente distribuiti dall'Egitto all'attuale Afghanistan; fu questione di tempo prima che la loro attenzione si concentrasse anche sul subcontinente indiano.
A dire il vero, il fenomeno appena analizzato aveva radici ben più antiche: come altri popoli stanziali, dediti perlopiù all'agricoltura, quelli del subcontinente indiano erano già stati attaccati dalle tribù nomadi nel corso dei millenni passati. Nel valutare l'impatto dell'Islam sul subcontinente, si deve considerare che la zona nord-occidentale dell'India costituì un obiettivo frequente delle incursioni delle tribù dall'Asia centrale in epoca pre-islamica. Pertanto, le razzie e le successive invasioni musulmane non apparivano dissimili dalle precedenti invasioni avvenute durante il primo millennio.
Nel 962 d.C., i regni indù e buddisti dell'Asia meridionale andarono incontro a un'ondata di saccheggi effettuati dagli eserciti musulmani dall'Asia centrale. Tra le armate all'attacco vi era quella di Mahmud di Ghazna, figlio di uno schiavo militare turco mamelucco e autore dei saccheggi nei regni nel nord dell'India da est del fiume Indo a ovest del fiume Yamuna per diciassette volte tra il 997 e il 1030. Mahmud di Ghazna assaltò i centri principali ritirandosi poi in ogni occasione, estendendo il dominio islamico nel solo Punjab occidentale.
L'ondata di incursioni nei regni dell'India settentrionale e dell'India occidentale da parte dei signori della guerra musulmani continuò pure dopo Mahmud di Ghazna, ma non si verificò alcuna sostanziale modifica ai confini territoriali, segno che a muovere le guerre non era la volontà di espandersi. Il sultano Mu'izz al-Din Muhammad Ghuri, altrimenti noto come Muhammad di Ghur, pianificò una prima vera campagna di conquista nel nord dell'India nel 1173, con la speranza di ritagliarsi un principato nel mondo islamico. Egli sognava di far nascere un dominio sunnita che si estendesse a est del fiume Indo, gettando di fatto le basi per costituire quel regno musulmano che sarebbe divenuto poi noto Sultanato di Delhi. Sulla base delle indicazioni e collocazione geografiche di Muhammad Ghuri nell'Asia meridionale di quel tempo, alcuni storici collocano nel 1192 l'anno di costituzione del Sultanato di Delhi.
Muhammad Ghuri fu assassinato nel 1206, ma mentre secondo alcuni resoconti redatti da musulmani sciiti venne ucciso dagli Ismāʿīlī, stando ad altri autori morì per mano dei Kokari, una popolazione autoctona del Punjab. Dopo l'assassinio, uno degli schiavi di Muhammad Ghuri (o dei suoi mamelucchi, in arabo: مملوك), tale Qutb al-Din Aibak, assunse il potere, imponendosi come primo sultano di Delhi.

### Dinastie

#### Dinastia mamelucca

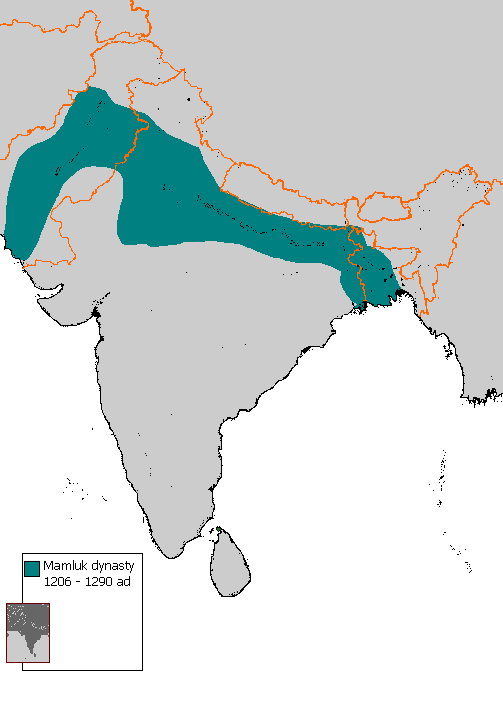
Sultanato durante la dinastia dei Mamelucchi di Delhi (1206-1290)

Qutb al-Din Aibak, un vecchio schiavo di Muhammad di Ghur, fu il primo sovrano del Sultanato di Delhi. Aibak era di origine cumano-kipčaka e, a causa del suo lignaggio, la sua dinastia è conosciuta come dinastia dei mamelucchi (ossia di origine schiava, ma non va confusa con quella dell'Iraq o dell'Egitto). Aibak regnò come sultano di Delhi per quattro anni, dal 1206 al 1210; data la sua generosità, la gente gli riservò dopo la morte l'appellativo Lakh data, ovvero «di animo gentile».
A seguito della dipartita di Aibak, assunse il potere nel 1210 Aram Shah, ma fu assassinato nel 1211 dal genero di Aibak, Shams ud-Din Iltutmish. Il dominio di Iltutmish si basava su fondamenta fragili e un certo numero di emiri (nobili) musulmani sfidò la sua autorità poiché nostalgici di Qutb al-Din Aibak; ne seguì una girandola di brutali esecuzioni degli elementi fedeli alle frange dell'opposizione, circostanza che permise a Iltutmish di consolidare il suo pugno di ferro. Essendo stata la sua autorità sfidata più volte, ad esempio da Qubacha, una lunga scia di schermaglie fece praticamente da protagonista durante ogni momento del mandato. Iltutmish sottrasse Multan e il Bengala ai malcontenti governanti musulmani, così come Ranthambore e una porzione del Siwalikdai sotto il controllo di funzionari indù. Un altro avvenimento di cui si rese protagonista il sovrano riguardò l'attacco e l'esecuzione di Taj al-Din Yildiz, autoproclamatosi erede è legittimo successore di Mu'izz ad-Din Muhammad Ghuri. Il governo di Iltutmish durò fino al 1236; a seguito della sua morte, nel Sultanato di Delhi si affermarono al potere soltanto dei governanti deboli, antagonisti della nobiltà musulmana e responsabili di alcuni omicidi a corte. Il periodo di lotte intestine vide, tra gli altri personaggi, affermarsi Rukn ud-Din Firuz, Radiya Sultana e altre figure ancora, fino a quando le schermaglie si placarono con Ghiyas-ud-Din Balban, attivo sul trono dal 1266 al 1287. Gli successe il diciassettenne Mu'izz al-Din Kayqubad, che nominò Jalal al-Din Khalji in veste di comandante dell'esercito. Khalji assassinò Qayqubad e assunse il potere, ponendo così fine alla dinastia mamelucca e inaugurando quella dei Khalji.
Qutb al-Din Aibak è ricordato soprattutto perché avviò la costruzione del Qutb Minar, ma non visse abbastanza da poter ammirare il completamento del minareto; fu suo genero, Iltutmish, a ultimarne i lavori. La moschea Quwwat-ul-Islam, fatta edificare da Aibak, è stato nominato patrimonio dell'umanità dall'UNESCO dal 1993. Il complesso di Qutb venne ampliato da Iltutmish e successivamente da 'Ala' ud-Din Khalji, secondo sovrano della dinastia Khalji, all'inizio del XIV secolo. Durante la dinastia mamelucca, molti nobili dall'Afghanistan e dalla Persia migrarono e si stabilirono in India, poiché l'Asia occidentale andò incontro alle invasioni mongole.

#### Dinastia Khalji

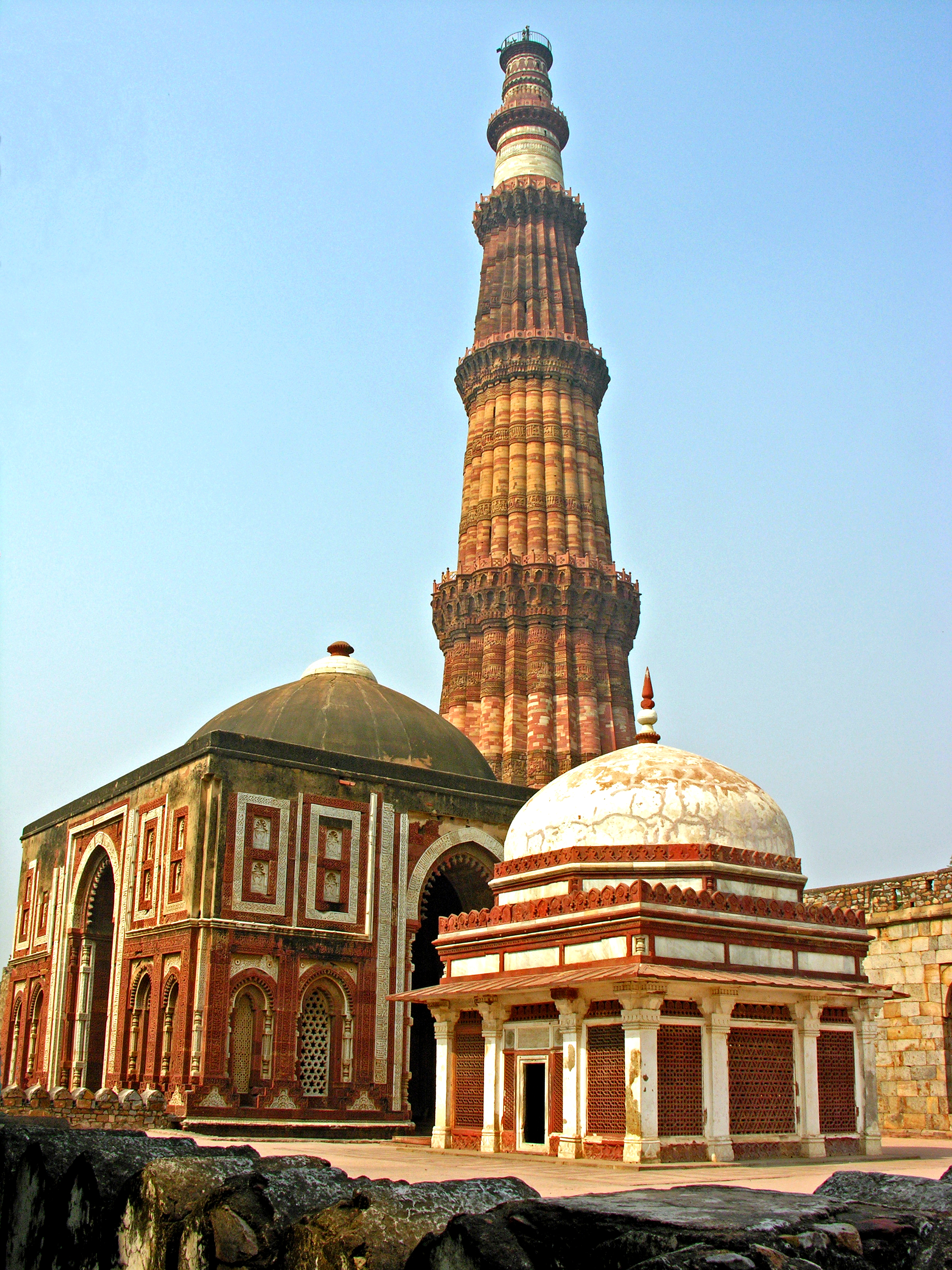
Il complesso di Qutb venne realizzato in epoca mamelucca e khalji

È stato unanimemente accertato a livello storiografico che la dinastia Khalji vantava origini turco-afghane. Proprio per questo motivo, anche rimarcando l'adozione compiuta dalla famiglia regnante di alcuni usi e costumi della tradizione afghana, alcuni studiosi si riferiscono indifferentemente alla dinastia definendola "turco-afghana". I suoi progenitori si erano stabiliti da tempo nell'attuale Afghanistan prima di spingersi a sud verso Delhi e il nome "Khalji" si riferisce a una città afgana conosciuta come Qalat-i Khalji ("Forte di Ghilji"). In seguito, alla dinastia si aggiunsero anche ascendenze indiane grazie a Jhatyapali (figlia di Ramachandra di Devagiri), moglie di Alauddin Khalji e madre di Shihabuddin Omar.
Il primo sovrano della famiglia Khalji fu Jalal-ud-Din Firuz; salito al potere dopo la rivoluzione khalji che segnò il trasferimento del potere dal monopolio dei nobili turchi a una nobiltà indo-musulmana eterogenea, il suo partito attirò a sé nuovi simpatizzanti procedendo a una conversione di massa dei sudditi e attraverso una politica di epurazioni. Desideroso di sottrargli il trono, Jalal-ud-din assassinò Muizz ud-Din Kayqubad e si impose con un colpo di Stato militare quando era circa settantenne; malgrado il violento percorso di ascesa alla massima carica, nelle fonti si racconta di un monarca mite, umile e gentile. Jalal ud-Din Firuz, di origine turca afghana, rimase in carica per sei anni prima di essere ucciso nel 1296 da suo nipote e genero ʿAlī Gurshap, in seguito divenuto noto come 'Ala' al-Din Khalji.
'Ala' al-Din cominciò la sua carriera militare come governatore della provincia di Kara, in Uttar Pradesh, da dove guidò due incursioni ai danni di Malwa (1292) e Devagiri (1294) per saccheggiarle. Dopo aver ottenuto il comando, tornò in quelle terre e si concentrò sulla conquista di Gujarat, Ranthambore, Chittor e Malwa; la sequela di vittorie venne interrotta a causa degli attacchi mongoli avvenuti a nord-ovest. I mongoli si ritirarono dopo le razzie e smisero di colpire le aree nord-occidentali del Sultanato di Delhi, concentrando le loro attenzioni altrove.
Dopo che i Mongoli si ritirarono, 'Ala' al-Din Khalji continuò ad espandere il Sultanato di Delhi nell'India meridionale con l'aiuto di valenti generali come Malik Kafur e Khusrau Khan. Il bottino di guerra (anwatan) ottenuto risultò davvero enorme e i comandanti che se lo accaparrarono dovettero pagare una ghanima (in arabo: الْغَنيمَة, "dazio"), che contribuì a rafforzare la forza dei Khalji. Tra i tesori rinvenuti a Warangal rientrava il famoso diamante Koh-i-Noor.
'Ala' al-Din Khalji si preoccupò di effettuare delle modifiche alle politiche fiscali aumentando le tasse agricole dal 20% al 50% (pagabili in grano e altri prodotti della terra), abolendo i pagamenti e le commissioni sulle tasse riscosse dalle autorità locali e limitando quanto più possibile i rapporti sociali tra i suoi funzionari, così come vietando i matrimoni tra i membri delle famiglie nobili al fine di scongiurare il rischio di formazione di partiti di opposizione a lui avversi. Tali scelte, unite alla conseguente decisione di ridurre gli emolumenti riservati a funzionari, poeti e studiosi, erano chiaramente volte a controllare in maniera più efficiente la spesa pubblica ed ebbero un discreto effetto, in quanto tra le altre cose consentirono di apportare delle migliorie agli equipaggiamenti in dotazione all'esercito. L'introduzione di un sistema volto a calmierare i prezzi su tutti i prodotti, inclusi quelli agricoli, permise maggiore stabilità economica, allo stesso modo della facoltà riconosciuta in capo alle autorità di "polizia" di eseguire dei controlli su dove, come e da chi potevano essere venduti determinati beni. Si svilupparono al contempo dei mercati chiamati "shahana-i-mandi" particolarmente redditizi per i commercianti di fede musulmana, in quanto venivano loro concessi dei privilegi esclusivi e il monopolio su determinate merci, a patto che queste fossero vendute in base ai dettami sanciti dal calmiere statale. Nessuno, se non i mercanti autorizzati, poteva comprare dagli agricoltori o vendere nelle città, con le sanzioni previste per i trasgressori che erano piuttosto severe. Le tasse riscosse sotto forma di grano venivano immagazzinate nel deposito del regno ed erano finalizzate a sopperire alla forte domanda che si sarebbe cristallizzata nei periodi di carestia, casualmente verificatisi proprio poco tempo dopo l'adozione di questa politica.
Gli storici dipingono 'Ala' al-Din Khalji alla stregua di un tiranno, se si considera che chiunque veniva da lui sospettato di rappresentare una minaccia veniva ucciso insieme alle sue donne e ai figli. Man mano che passavano gli anni, egli finì per eliminare una non trascurabile percentuale di aristocratici locali in favore di una manciata di suoi schiavi e della sua discendenza. Nel 1298, per timore che innescassero una rivolta, furono massacrate in un solo giorno tra le 15.000 e le 30.000 persone che vivevano vicino a Delhi e che di recente erano state convertite all'islam. Le fonti coeve testimoniano inoltre il grado di crudeltà riservato dal monarca nei confronti dei popoli sottomessi.
Dopo la morte di 'Ala' al-Din nel 1316, il suo generale eunuco Malik Kafur, nato in una famiglia indù ma poi convertitosi, assunse de facto il potere e godette del supporto dei nobili non Khaled come i pashtun, in particolare del generale Kamal al-Din Gurg. Tuttavia, la maggioranza dei nobili Khalji preferirono rimpiazzarlo nella speranza che uno di loro assumesse le redini del Sultanato. Il nuovo sovrano fece giustiziare gli assassini di Kafur.
L'ultimo sovrano Khalji fu il figlio diciottenne di 'Ala' al-Din, Qutb-ud-din Mubarak Shah, che governò per quattro anni prima di perire per ordine di Khusrau Khan, un altro generale di schiavi con origini indù, il quale favorì l'inserimento di esponenti degli indù Baradu nella nobiltà. Il regno di Khusrsu durò solo pochi mesi, in quanto Ghazi Malik, in seguito chiamato Ghiyath al-Din Tughlaq, lo sconfisse con l'aiuto delle tribù punjabi dei kokari e assunse il potere nel 1320; spodestava la vecchia dinastia, poteva iniziare una nuova parentesi per il sultanato, quella dei Tughlaq.

#### Dinastia Tughlaq

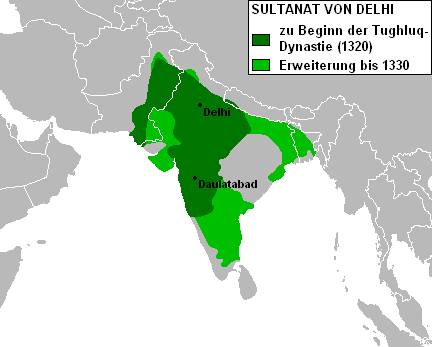
Sultanato di Delhi dal 1321 al 1330 sotto la dinastia Tughlaq. Dopo il 1330, varie regioni si ribellarono al Sultanato e il regno si ridusse

La dinastia Tughlaq rimase al potere dal 1320 fin quasi alla fine del XIV secolo. Il primo sovrano Ghazi Malik si ribattezzò come Ghiyath al-Din Tughlaq, venendo talvolta indicato nelle opere accademiche "Tughlak Shah". Di «estrazione sociale umile» e generalmente considerato di origine mista, cioè turca e indiana, Ghiyath al-Din amministrò per un lustro la regione ed edificò una città vicino a Delhi chiamata Tughlaqabad. Secondo lo storico Vincent Smith, morì per mano di suo figlio Juna Khan, salito al trono nel 1325. Ribattezzatosi Muhammad ibn Tughlaq, questi rimase al governo per un arco temporale assai lungo, ovvero ventisei anni. Durante tale parentesi, il Sultanato di Delhi raggiunse il suo apice in termini di estensione geografica, giungendo a occupare una grossa porzione del subcontinente indiano.
Muhammad bin Tughlaq era un uomo colto, con una vasta conoscenza del Corano, del fiqh, della poesia e della scienza, oltre che un profondo ammiratore dei pensatori. Si mostrava però profondamente sospettoso nei confronti dei suoi parenti e wazir (ministri), oltre che estremamente severo con i suoi oppositori, tanto da causare dissesti nell'erario pur di neutralizzare le ribellioni fomentate da questi. Tra le decisioni più fallimentari, rientrò l'ordine di coniare delle monete composte da metalli a basso costo che avevano il valore nominale delle monete d'argento; la gente comune finì per creare delle copie contraffatte delle monete lavorandole con altri metalli di base di cui disponevano nelle loro case e impiegandole per il pagamento delle tasse e della jizya, il tributo versato esclusivamente dai non-musulmani.

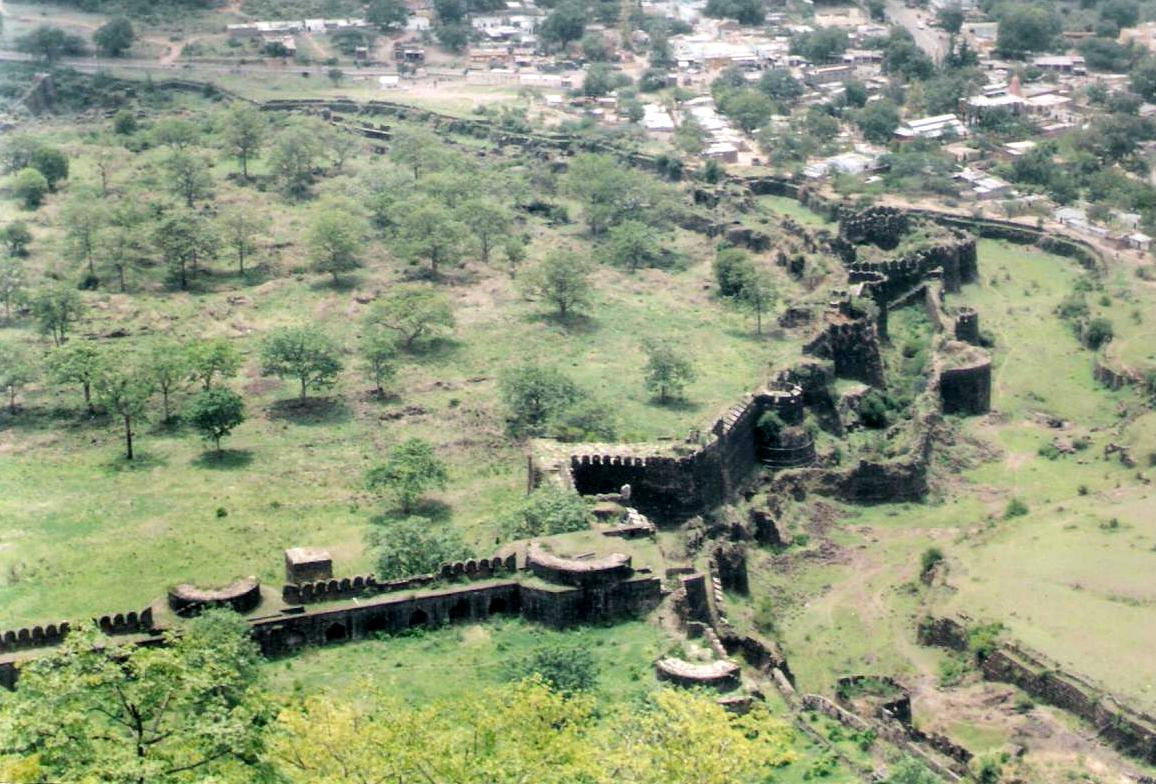
Muhammad bin Tughlaq trasferì la sua capitale sull'altopiano del Deccan e costruì una nuova capitale chiamata Daulatabad (in foto). In seguito, annullò la sua decisione perché a Daulatabad mancava la fornitura di acqua dolce di cui disponeva Delhi

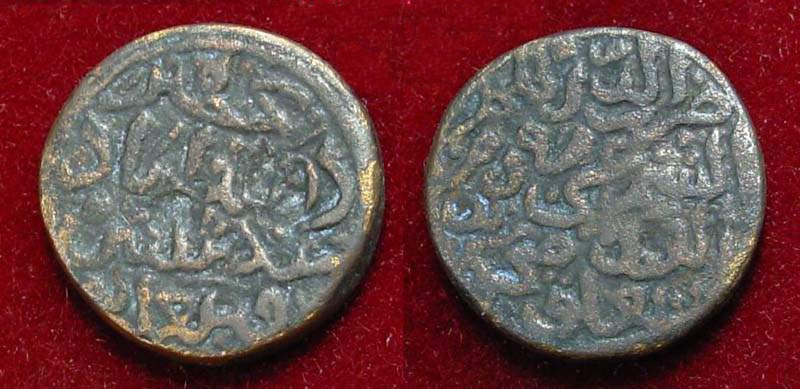
Una moneta di metallo contraffatta emessa durante il regno di Muhammad bin Tughlaq: questi falsi portarono a un collasso economico

Muhammad bin Tughlaq scelse la città di Deogiri, ribattezzata Daulatabad è compresa nell'attuale stato indiano del Maharashtra, come seconda capitale amministrativa. Egli ordinò al contempo una migrazione forzata della popolazione musulmana di Delhi, inclusa la famiglia reale, i nobili, i sayyid, gli sceicchi e gli ʿulamāʾ affinché si stabilissero a Daulatabad. Il trasferimento dell'intera élite musulmana rientrava nel tentativo compiuto dal sovrano di convincerla ad affiancarlo nel suo ambizioso progetto di espandere territorialmente il sultanato quanto più possibile, partendo proprio dalla costruzione di un nuovo grande insediamento. Inoltre, Muhammad intendeva potenziare il ruolo della propaganda a suo favore che, puntando sulla promozione della retorica dell'impero e su ampie campagne di islamizzazione, poteva convincere molti degli abitanti del Deccan ad abbracciare tale nuova fede e a dimostrarsi più indulgenti verso la corona. Tughlaq punì in modo crudele gli aristocratici restii a trasferirsi a Daulatabad, giudicando la loro inosservanza alla stregua di un comportamento sovversivo. Secondo Ferishta, quando i mongoli giunsero nel Punjab, il sultano autorizzò l'élite a tornare a Delhi, sebbene Daulatabad rimase il centro amministrativo. Una delle conseguenze del trasferimento coattivo dell'aristocrazia locale fu il fatto che si generò un diffuso malcontento nei confronti del sultano, rimasto ricordato a lungo in maniera negativa. Ad ogni modo, alcuni preferirono non fare più ritorno a Delhi e resero stabile la presenza di una comunità musulmana locale, evento senza il quale l'ascesa del regno di Bahman contro Vijayanagara non sarebbe risultata possibile. Le campagne di Muhammad bin Tughlaq nella regione del Deccan coincisero con la distruzione e la profanazione dei templi indù e giainisti, ad esempio il tempio di Swayambhu Shiva e il tempio dei mille pilastri.
Le rivolte contro Muhammad bin Tughlaq, iniziate nel 1327, continuarono poi per gli anni del suo regno a venire e, nel corso del tempo, la dimensione territoriale del sultanato andò riducendosi. L'impero di Vijayanagara nacque nell'India meridionale proprio come risposta diretta agli attacchi di Delhi e, da allora in poi, quella regione del subcontinente si allontanò in maniera irreversibile dall'orbita della vecchia capitale. Nel 1330, Muhammad bin Tughlaq ordinò un'invasione della Cina, inviando parte delle sue forze sull'Himalaya; tuttavia, il regno indù di Kangra intervenne prima che si potesse giungere ancora più a nord. I sopravvissuti della spedizione, invero già numericamente pochi, furono accolti al loro ritorno alla stregua di traditori e poi giustiziati. Durante il suo regno, le entrate statali crollarono a causa della scelta di consentire la circolazione di monete di metallo non raffinato dal 1329 al 1332. Per coprire le spese statali, le tasse salirono vertiginosamente e si inasprirono le sanzioni previste per i trasgressori. Carestie, povertà diffusa e ribellione subirono negli anni 1330 un'accelerata graduale, spingendo nel 1338 il nipote di Tughlaq a porsi apertamente a capo di una rivolta a Malwa; gli insorti vennero piegati con la forza e il loro esponente principale fu nell'ordine reso inoffensivo, imprigionato e scorticato vivo. Nel 1339, le regioni orientali sotto i governatori musulmani locali e le aree meridionali guidate dai re indù insorsero e dichiararono la propria indipendenza dal Sultanato di Delhi. Tuttavia, Muhammad bin Tughlaq non disponeva in quel momento delle risorse o del supporto necessario per rispondere alle violente turbolenze che stavano coinvolgendo il regno, ragion per cui poté soltanto assistere passivamente al susseguirsi degli eventi. Lo storico Walford ritiene che Delhi e la maggior parte dell'India dovettero convivere con il fallimento della politica monetaria anche negli anni successivi. Nel 1347, il Sultanato di Bahman si impose come potenza indipendente nella regione del Deccan dell'Asia meridionale.
Muhammad bin Tughlaq si spense nel 1351, senza mai vedere la fine di una campagna volta a rintracciare e punire chi in Gujarat stava fomentando delle rivolte contro il Sultanato di Delhi. Gli subentrò Firuz Shah Tughlaq, che cercò di ripristinare i confini del vecchio regno intraprendendo una disastrosa guerra con il Bengala per undici mesi nel 1359. Tuttavia, tale fallimento non impedì a Firuz Shah di continuare a governare, considerando che riuscì a rimanere al trono per ben trentasette anni, ovvero fino al 1388. Durante il suo dominio, cercò di stabilizzare l'approvvigionamento alimentare e ridurre le carestie commissionando un canale di irrigazione lungo il fiume Yamuna. Essendo anch'egli un sultano istruito, Firuz Shah scrisse un libro di memorie a noi sopravvissuto. In esso, egli condivideva il suo disprezzo per la pratica della tortura, elencando esplicitamente il suo ripudio per le amputazioni, il segare le persone vive, lo spezzare le ossa, il versare piombo fuso in gola, la vivicombustione, il piantare chiodi nelle mani e nei piedi e altre aberranti azioni ancora. Inoltre, confessava di non tollerare i tentativi degli sciiti e dei rappresentanti del Mahdi di fare proselitismo, né tollerava gli indù che cercavano di ricostruire i templi distrutti dai suoi eserciti. Come punizione per i membri delle sette, Firuz Shah condannò a morte molti sciiti, mahdi e indù (siyasat). Con toni compiaciuti, il sovrano narrava anche della sua politica di inclusione degli indù ai sunniti, annunciando un'esenzione dalle tasse e dalla jizya per coloro che intendevano convertirsi, oltre ad elargire doni e onori. In controtendenza con i suoi predecessori, i bramini indù non furono dunque esentati dalla jizya. Aumentò inoltre il numero di schiavi al suo servizio e al fianco dei nobili musulmani. Il regno di Firuz Shah Tughlaq, sebbene caratterizzato dalla riduzione delle forme estreme di tortura e dall'eliminazione di favoritismi ad alcuni ceti, coincise con l'aumento dell'intolleranza e della persecuzione di gruppi religiosi mirati.
La morte di Firuz Shah Tughlaq innescò l'anarchia e la disintegrazione del regno. Gli ultimi sovrani di questa dinastia, ossia Nasir al-Din Mahmud Shah Tughlaq, nipote di Firuz Shah Tughlaq attivo a Delhi, e Nasir ud-Din Nusrat Shah Tughlaq, un altro parente di Firuz Shah Tughlaq che agiva da Firozabad, al potere a pochi chilometri di distanza da Delhi, si auto-proclamarono entrambi sultani e diedero vita a un conflittuale duumvirato dal 1394 al 1397. La battaglia tra i due parenti continuò fino all'invasione di Tamerlano, accaduta nel 1398. Il sovrano dell'impero timuride, una realtà politica assolutamente in crescita in quella fase, si rese conto della debolezza e delle lotte intestine nel Sultanato di Delhi, ragion per cui decise di marciare con il suo esercito alla volta della capitale ostile; studiata una strategia d'azione, lungo il percorso la sua armata saccheggiò e uccise tutti coloro che osarono opporsi. Secondo gli studiosi, le stime maggiormente attendibili sulle vittime del massacro eseguito da Tamerlano a Delhi oscillarono con grande verosimiglianza tra le 100.000 e le 200.000 persone. L'intenzione dell'emiro non risultava quella di restare e amministrare l'India, come dimostra la circostanza che cercò di depredare ogni bene possibile. Le violenze dei timuridi coincisero con la prigionia di diverse donne e schiavi, nello specifico artigiani particolarmente abili che furono portati con la forza a Samarcanda. Dopo aver abbandonato l'India forte di un colossale bottino, Tamerlano abbandonò le terre del sultanato e le costrinse a convivere con problematiche quali anarchia, caos e pestilenze. Nasir ud-Din Mahmud Shah Tughlaq, fuggito in Gujarat durante l'invasione di Tamerlano, fece ritorno e ricoprì il ruolo di sovrano a livello nominale per la dinastia Tughlaq, ma nei fatti rimase un fantoccio nelle mani delle varie potenti fazioni presenti alla corte.

#### Dinastia Sayyid
In un contesto generale particolarmente burrascoso, la dinastia Sayyid fu in grado di imporsi e di governare il Sultanato di Delhi dal 1415 al 1451. L'invasione e il saccheggio dei timuridi avevano lasciato il paese nel caos e poco si sa di come operarono i sovrani Sayyid. Annemarie Schimmel riferisce che il primo esponente della casata al comando fu un certo Khizr Khan, il quale assunse il potere affermando di rappresentare Tamerlano; la sua autorità venne messa in dubbio dall'aristocrazia di Delhi. Il suo successore, Mubarak Khan, si ribattezzò Mubarak Shah e cercò di riconquistare i territori perduti nel Punjab dai signori della guerra locali, senza successo.
Essendo le basi su cui si fondava la forza della dinastia Sayyid costantemente vacillanti, la storia dell'islam nel subcontinente indiano subì, secondo Schimmel, un profondo mutamento. I sunniti, in precedenza la maggioranza assoluta, scesero di numero in favore degli sciiti o di altre sette diffusesi nei centri più popolosi.
La dinastia Sayyid scomparì senza troppo clamore nel 1451, quando fu rimpiazzata dalla dinastia Lodi.

#### Dinastia Lodi

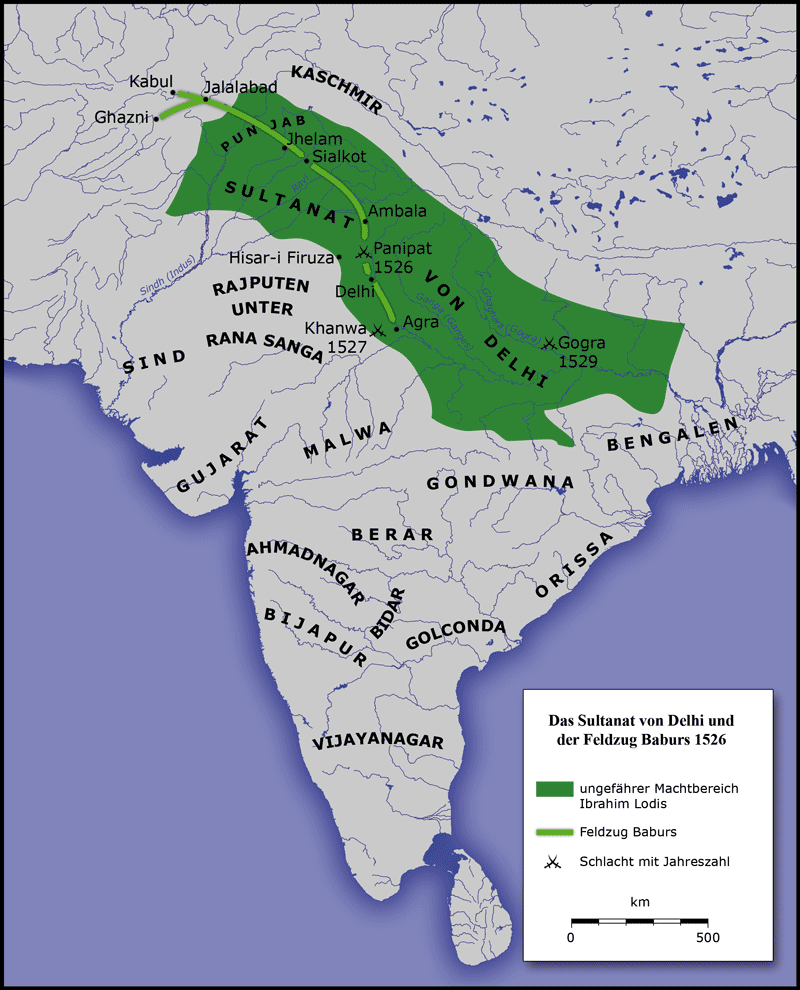
Il Sultanato di Delhi durante l'invasione di Babur

La dinastia Lodi (o Lodhi) si distinse in principio nella tribù omonima, di etnia pashtun. Bahlul Khan Lodi fu il capostipite e primo pashtun in assoluto a governare il Sultanato di Delhi. Bahlul Lodi inaugurò il suo regno attaccando il Sultanato di Jaunpur per espandere l'influenza di Delhi, cosa che riuscì parzialmente grazie alla firma di un trattato. Da allora in poi, la regione tra la capitale e Varanasi, allora posta al confine con la provincia del Bengala, tornò sotto l'influenza del Sultanato di Delhi.
Dopo la morte di Bahlul Lodi, assunse il potere suo figlio Nizam Khan, che dopo aver cambiato nome in Sikandar Lodi governò dal 1489 al 1517. Tra i sovrani più noti della dinastia, Sikandar Lodi, espulse suo fratello Barbak Shah da Jaunpur, insediò suo figlio Jalal Khan come funzionario e si diresse verso est al fine di rivendicare il Bihar. I governatori musulmani del Bihar accettarono di pagare tributi e tasse, ma operarono in maniera indipendente dal Sultanato di Delhi. Sikandar Lodi emise una legge con cui imponeva agli ufficiali di seguire un percorso di formazione culturale e supervisionò una campagna di distruzione dei templi, in particolare nei dintorni di Mathura. Un'altra decisione di un certo peso riguardò la capitale, spostata ad Agra, dove si trasferì assieme alla corte. Agra era un'antica città indù che finì distrutta quando si verificarono le scorrerie antecedenti alla formazione del Sultanato di Delhi. Sikandar autorizzò la realizzazione di edifici in stile architettonico indo-islamico ad Agra per tutto il corso della sua vita; lo sviluppo socio-culturale della nuova capitale proseguì anche durante l'Impero Mughal, subentrato al regno in esame.
Sikandar Lodi morì per cause naturali nel 1517 e al posto di lui subentrò il suo secondo figlio, Ibrahim Lodi. Questi non godeva né del sostegno dei nobili afghani e persiani né di quello delle autorità di peso regionale, tanto che dovette innanzitutto preoccuparsi di eliminare nemici interni quale suo fratello maggiore Jalal Khan, nominato governatore di Jaunpur da suo padre e che godeva dell'apprezzamento degli emiri e degli shaykh. Ibrahim Lodi non riuscì a consolidare il suo potere e, dopo la morte di Jalal Khan, il governatore del Punjab Daulat Khan Lodi si rivolse a Babur, discendente diretto di Tamerlano e fondatore della dinastia Moghul, spronandolo ad attaccare il Sultanato di Delhi. Babur sconfisse e uccise Ibrahim Lodi nella battaglia di Panipat nel 1526, evento che segna la fine del Sultanato di Delhi e l'insediamento nella regione dell'Impero Moghul.

## Governo e politica
Il Sultanato di Delhi non abolì le convenzioni governative dei precedenti sistemi politici indù, con i suoi sovrani che agirono spesso da primus inter pares anziché da despoti. Di conseguenza, non si interferì con l'autonomia e con l'esercito dei governanti sottomessi, dando vita a una politica il più delle volte tollerante anche nei confronti dei vassalli e funzionari indù.

### Politica economica e amministrazione
La politica economica del sultanato si contraddistinse per una maggiore ingerenza del governo nell'economia rispetto alle dinastie indù classiche e da un aumento delle sanzioni per chi trasgrediva le disposizioni normative. Alauddin Khalji rimpiazzò i mercati privati con quattro mercati centralizzati gestiti dal governo, nominò un'"autorità vigilante" e implementò severi controlli sui prezzi su tutti i tipi di merci, «dai berretti alle calze, dai pettini agli aghi, dalle verdure alle zuppe, dai dolci al chapati», come attesta lo storico indiano Baranī nel 1357 circa. I controlli sui prezzi furono inflessibili anche durante i periodi di siccità, dove risultava più difficile controllarli. Agli speculatori fu completamente vietato di partecipare al commercio di cavalli, ai mediatori di animali e di schiavi fu proibito di intascare delle commissioni e i mercanti privati scomparirono pian piano. Furono istituiti divieti contro il tesoreggiamento e l'accaparramento, i granai furono "nazionalizzati" e si posero dei limiti alla quantità di grano che poteva essere usata dai coltivatori per uso personale.
Si imposero varie regole relative alla licenza di commerciante, che prevedeva la tassativa iscrizione a un apposito registro. Vari beni costosi, inclusi alcuni tessuti pregiati, furono considerati "non necessari" per la gente comune e, pertanto, si restrinse il raggio dei potenziali acquirenti soltanto a coloro che disponevano di un permesso rilasciato dall'autorità centrale. Queste lettere patenti venivano concesse di solito dagli emiri, dai malik e da altri funzionari burocratici di spicco. Le tasse sui prodotti agricoli subirono col tempo un vertiginoso aumento, finendo per subire un incremento del 50% ai tempi di 'Ala' al-Din II rispetto ai secoli passati.
La politica fiscale, divenuta pian piano più oppressiva, rese le norme previste per il commercio assai stringenti; se si considerano le severe sanzioni previste, si comprende come il malcontento si diffuse in varie fasi di esistenza del sultanato. La corte scelse di istituire una rete di spie per garantire l'implementazione del sistema; anche dopo che fu revocata la politica volta a calmierare i prezzi dopo la scomparsa della dinastia Khalji, Barani afferma che la paura delle repressione rimase e fu tale da spingere diverse persone a evitare lo scambio di merci costose.

### Politiche sociali
Il sultanato impose dei divieti religiosi che concernevano l'impossibilità di eseguire rappresentazioni antropomorfiche nell'arte islamica.

### Esercito
L'esercito risultava composto in principio da schiavi militari nomadi turchi mamelucchi legati a Muhammad di Ghur. Nonostante l'affermazione al potere della dinastia mamelucca, il monopolio turco sulla politica bellica si dissipò a favore di uno stile di guerra militare indiano. Non si rinvengono quasi più riferimenti a schiavi turchi reclutati nei decenni a venire nei resoconti storici, poiché la nuova nobiltà desiderava ridurre il potere degli schiavi turchi già prima del rovesciamento dei mamelucchi.
Un importante risultato militare raggiunto da Delhi riguardò le vittorie riportate sull'Impero mongolo, grazie alle quali questo rinunciò a spingersi più a sud in India e si diresse verso la Cina, la Corasmia e l'Europa. Asher e Talbot ritengono legittimo sostenere che, se non fosse stato per il Sultanato di Delhi, probabilmente i mongoli si sarebbero insediati nell'invasione dell'India. La forza delle armate a disposizione del sultanato nel corso dei secoli variò fino a quando non fu quasi del tutto annullata da Tamerlano e, più tardi, da Babur.

## Attacchi contro i civili

### Distruzione delle città
Mentre il saccheggio delle città non era cosa rara nelle guerre medievali, l'esercito del Sultanato di Delhi spesso si preoccupava di distruggere completamente gli insediamenti nel corso delle sue spedizioni militari. Secondo il cronista giainista Jinaprabha Suri, le truppe di Nusrat Khan causarono la scomparsa di centinaia di città, tra cui Ashapalli (odierna Ahmedabad), Vanthali e Surat nel Gujarat. Alcuni dettagli sulle campagne vengono raccontati anche da Ḍiyāʾ al-Dīn Baranī, uno storico indiano del XIII-XIV secolo.

### Massacri
- Ghiyas ud din Balban trucidò i rajput di Mewat e Awadh per un totale di circa 100.000 persone.[120]
- Alauddin Khalji comandò l'uccisione di 30.000 persone a Chittor.[121]
- Alauddin Khalji ordinò l'esecuzione di diversi importanti bramini e mercanti come riscatto durante la sua razzia di Devagiri.[122]
- Stando al testo di un inno indiano, Muhammad bin Tughlaq avrebbe fatto ammazzare 12.000 asceti indù durante il sacco di Srirangam.[123]
- Firuz Shah Tughlaq fece uccidere 180.000 persone durante la sua invasione del Bengala.[124]

### Profanazione dei luoghi culturali e religiosi
Lo storico Richard Eaton ha fatto luce sulle campagne di distruzione di idoli e templi eseguita ad opera dei sultani di Delhi, le quali però non rappresentarono una costante ininterrotta e si alternarono a fasi in cui vigeva il divieto di profanazione dei templi. In un suo articolo, poi ripreso anche da altri studiosi, il britannico elencava, tra 1234 e 1518, 37 casi di mandir profanati o distrutti in India per i quali si dispone di prove incontrovertibili. Eaton segnala che tale atteggiamento risultava una consuetudine insolita nell'India medievale, poiché vi erano numerosi casi accertati di profanazione di templi da parte di sovrani indù e buddisti contro regni indiani rivali tra il 642 e il 1520, coinvolgendo conflitti tra comunità devote a diverse divinità induiste, nonché tra induisti, buddisti e giainisti. All'inverso, secondo fonti sia musulmane che non, vi furono anche molti casi di sultani che spesso si circondarono di ministri indù, ordinando durante il loro dominio la protezione, la manutenzione e la riparazione dei templi. Ad esempio, un'iscrizione in sanscrito testimonia che il sultano Muhammad bin Tughluq fece aggiustare un tempio dedicato a Siva a Bidar dopo la presa del Deccan. In alcuni casi, a seguito del saccheggio o del danneggiamento di un tempio vi era la tendenza da parte dei sultani ad assecondare le richieste dei nuovi sudditi conquistati di riparare la struttura. Tale consuetudine si concluse con l'Impero Mughal, tanto che il primo ministro di Akbar il Grande Abu l-Fadl 'Allami criticò gli eccessi dei primi sultani come Mahmud di Ghazna.
In molti casi, i resti demoliti, i blocchi di roccia e le parti di statue rotte dei templi distrutti dai sultani di Delhi vennero riutilizzati per costruire moschee e altri edifici. Ne è un esempio il complesso Qutb presente nella capitale, ultimato con le pietre di 27 templi indù e giainisti demoliti secondo alcuni resoconti. Allo stesso modo, la moschea musulmana a Khanapur, in Maharashtra, fu messa in piedi grazie ad alcuni dei saccheggi eseguiti e con i resti demoliti dei templi indù. Muhammad bin Bakhtiyar Khalji distrusse le biblioteche buddiste e indù oltre ai loro manoscritti nelle università di Nālandā e Odantapuri nel 1193 all'inizio del Sultanato di Delhi.
La prima attestazione storica relativa a una campagna di distruzione di edifici religiosi unita alla deturpazione di volti o teste di idoli indù durò dal 1193 al 1194 nel Rajasthan, nel Punjab, nell'Haryana e nell'Uttar Pradesh sotto il comando di Ghuri. Sotto i Mamelucchi e i Khalji, la campagna di profanazione dei templi si estese a Bihar, Madhya Pradesh, Gujarat e Maharashtra e continuò fino alla fine del XIII secolo. La campagna coinvolse pure Telangana, Andhra Pradesh, Karnataka e Tamil Nadu sotto Malik Kafur e Ulugh Khan nel XIV secolo, e dal Sultanato di Bahman nel XV secolo. Il tempio del Sole di Konarak fu raso al suolo nel XIV secolo dalla dinastia Tughlaq.
Oltre alla distruzione e alla profanazione, i sovrani del Sultanato di Delhi in alcuni casi vietarono la ricostruzione di edifici religiosi induisti, giainisti e buddisti danneggiati e proibirono la riparazione di quelli vecchi o la costruzione di nuovi. In sparuti contesti, si concedeva un permesso per le riparazioni o la realizzazione da zero se il patrono o la comunità religiosa pagava la jizya. La proposta dei cinesi di riparare i templi buddisti himalayani distrutti dall'esercito del sultanato fu declinata, sostenendo che tale genere di riparazioni sarebbe stato consentito solo nel caso in cui i cinesi avrebbero accettato di pagare la jizya al tesoro di Delhi. Nelle sue memorie, Firoz Shah Tughlaq descrive della demolizione delle strutture religiose in favore delle moschee e con l'esecuzione di chi ostacolasse tale politica. Altri documenti storici forniti dai visir, dagli emiri e dagli storici di corte di vari monarchi del Sultanato di Delhi descrivono la grandezza degli idoli e dei templi a cui hanno assistito nelle loro campagne e come questi siano stati spazzati via dopo essere stati profanati.
| Sultano / Autore                                                                                                  | Dinastia            | Anni      | Siti distrutti                                                                                             | Stati                                                              |
| --- | ------------------- | --------- | --- | ------------------------------------------------------------------ |
| Muhammad Ghori, Qutb al-Din Aibak                                                                                 | Mamelucchi          | 1193-1290 | Ajmer, Samana, Kuhram, Delhi, Kol, Varanasi                                                                | Rajasthan, Punjab, Haryana, Uttar Pradesh                          |
| Muhammad bin Bakhtiyar Khalji, Shams ud-Din Iltumish, Jalal ud-Din Firuz Khalji, 'Ala' ud-Din Khalji, Malik Kafur | Mamelucchi e Khalji | 1290-1320 | Nālandā, Odantapuri, Vikramashila, Bhilsa, Ujjain, Jhain, Vijapur, Devagiri, Somnath, Chidambaram, Madurai | Bihar, Madhya Pradesh, Rajasthan, Gujarat, Maharashtra, Tamil Nadu |
| Ulugh Khan, Firuz Shah Tughlaq, Raja Nahar Khan, Muzaffar Khan                                                    | Khalji and Tughlaq  | 1320-1395 | Somnath, Warangal, Bodhan, Pillalamarri, Puri, Sainthali, Idar                                             | Gujarat, Telangana, Orissa, Haryana                                |
| Sikandar, Muzaffar Shah, Ahmad Shah, Mahmud                                                                       | Sayyid              | 1400-1442 | Paraspur, Bijbehara, Tripuresvara, Idar, Diu, Manvi, Sidhpur, Delwara, Kumbhalmer                          | Gujarat, Rajasthan                                                 |
| Suhrab, Begdha, Bahmani, Khalil Shah, Khawwas Khan, Sikandar Lodi, Ibrahim Lodi                                   | Lodi                | 1457-1518 | Mandalgarh, Malan, Dwarka, Kondapalle, Kanchi, Amod, Nagarkot, Utgir, Narwar, Gwalior                      | Rajasthan, Gujarat, Himachal Pradesh, Madhya Pradesh               |

Iconoclastia nel Sultanato di Delhi
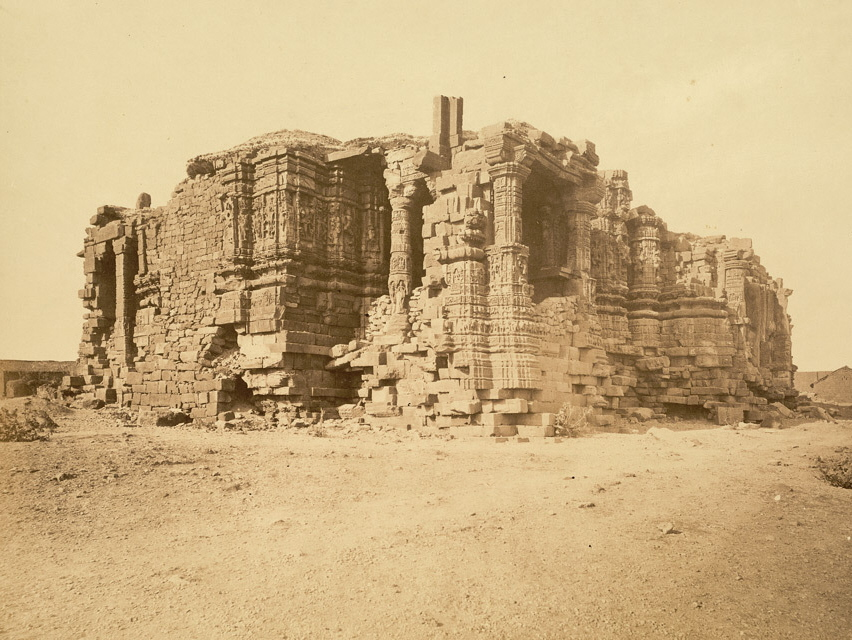
Il tempio di Somnath nel Gujarat fu raso al suolo più volte dalle armate musulmane per poi venire ricostruito. La distruzione definitiva avvenne nel 1299.
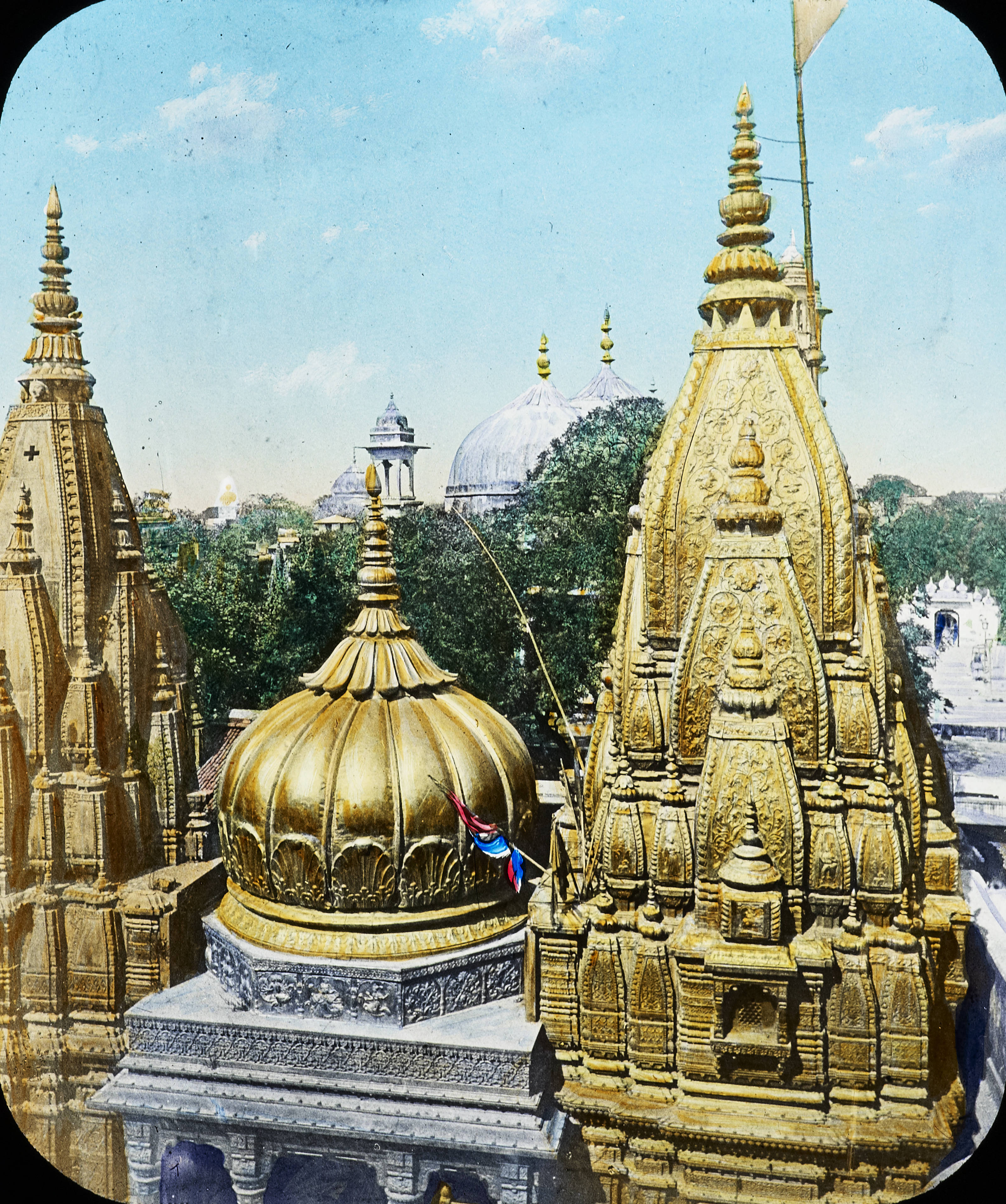
Il tempio di Kashi Vishwanath fu demolito dall'esercito di Qutb-ud-din Aibak.
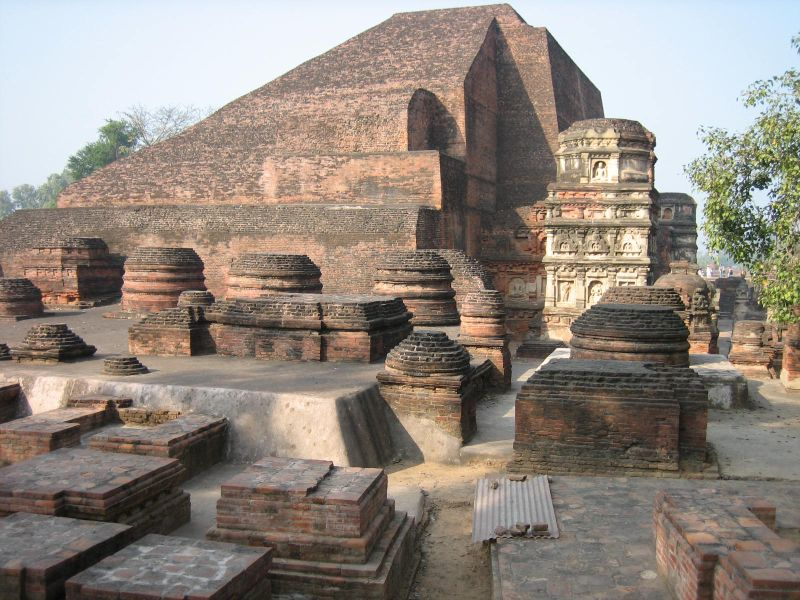
Muhammad bin Bakhtiyar Khilji, il generale al servizio del sultano Qutb al-Din Aibak, diresse l'attacco all'università di Nālandā.
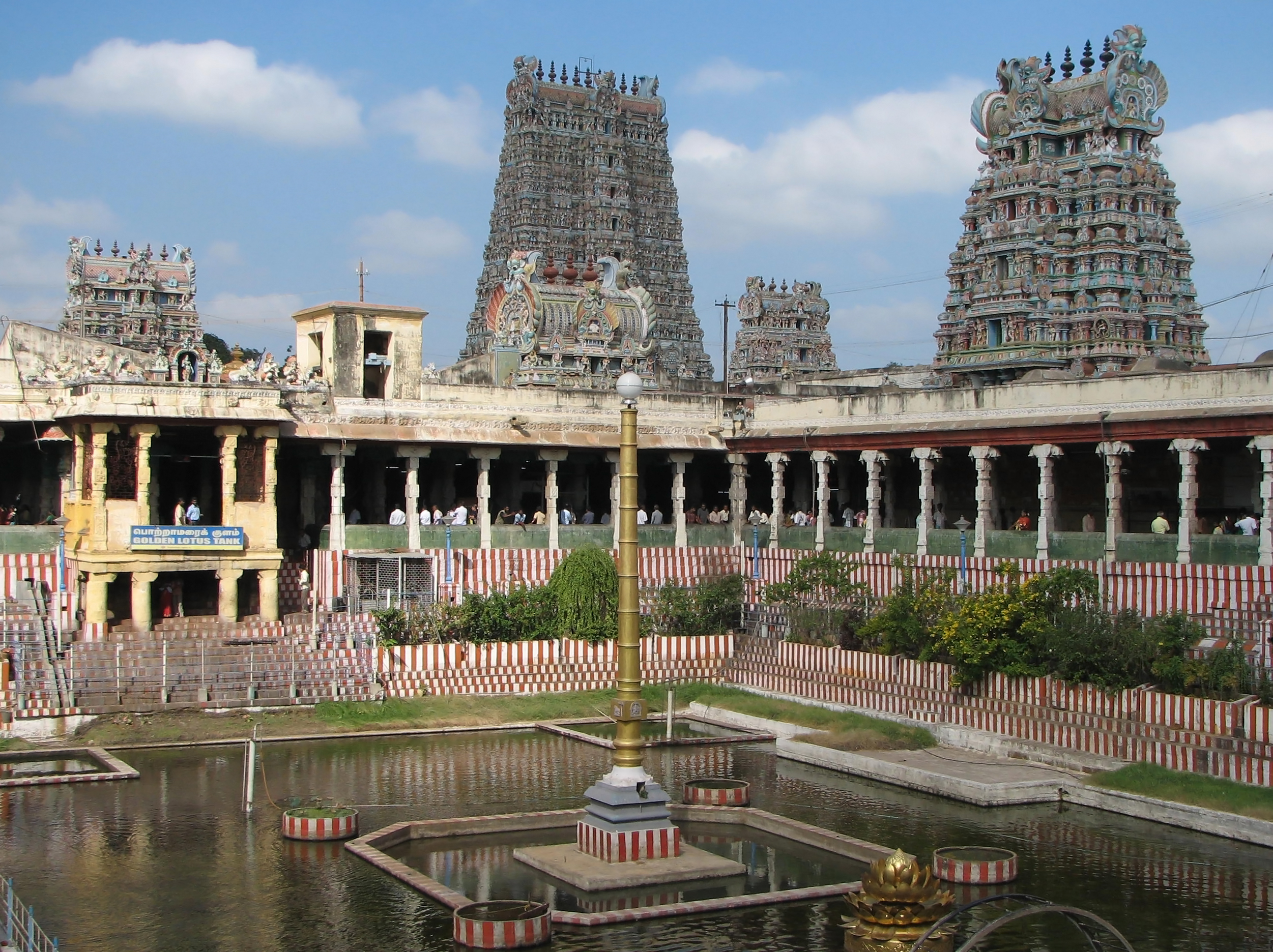
Il comandante musulmano Malik Kafur profanò il tempio di Meenakshi e lo depredò di tutti i suoi tesori.
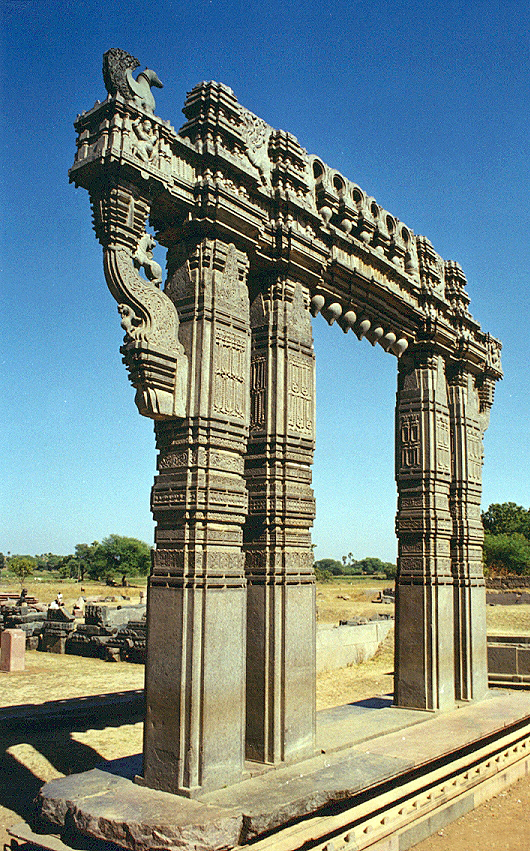
Rovine della Kakatiya Kala Thoranam (porta di Warangal) costruita dalla dinastia Kakatiya; si tratta di uno dei numerosi edifici distrutti dal Sultanato di Delhi.
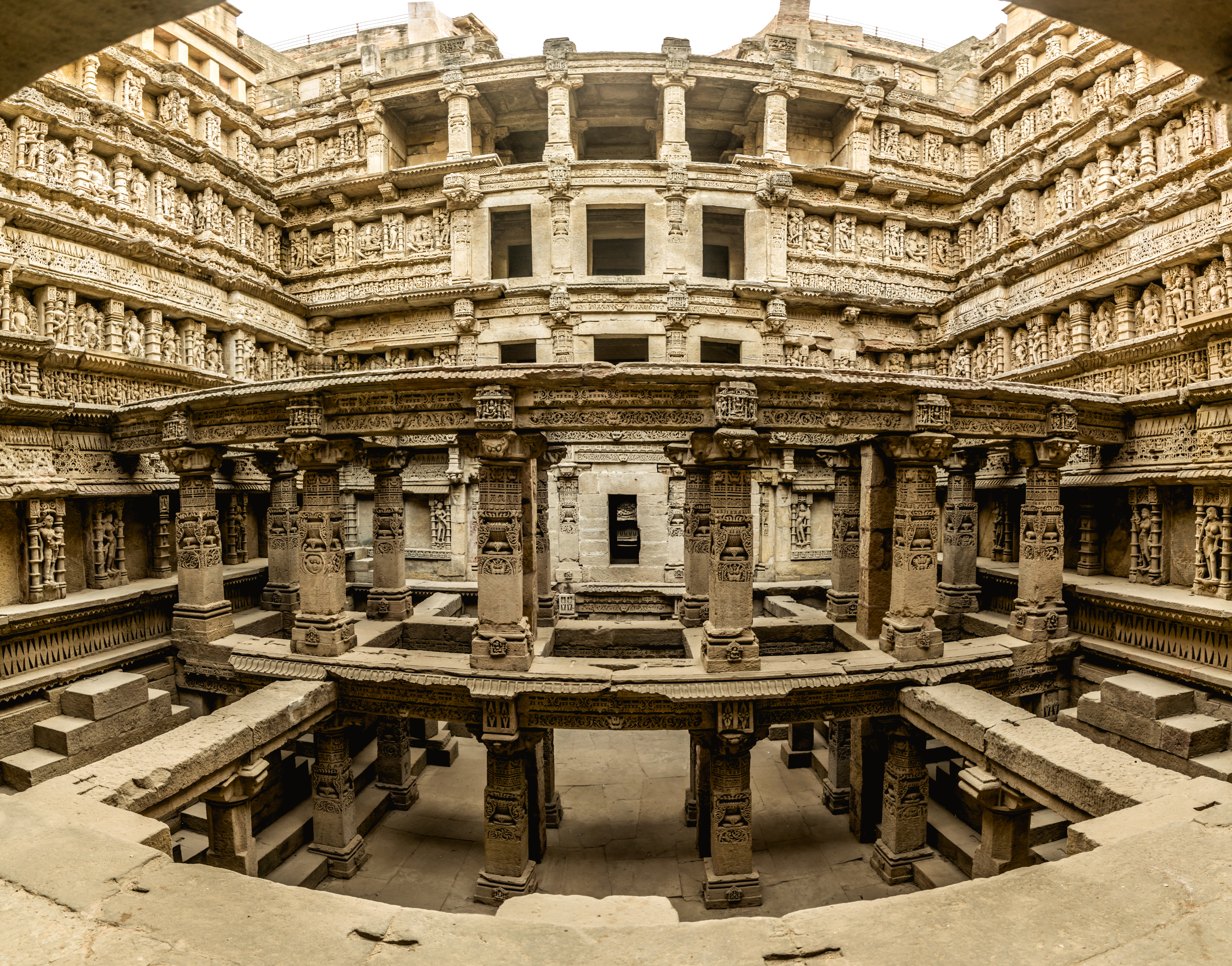
Il Rani ki vav è un pozzo a gradini realizzato dalla dinastia Chaulukya e situato a Patan; la città fu saccheggiata dal sultano di Delhi Qutb-ud-din Aybak tra il 1200 e il 1210, e poi da Allauddin Khilji nel 1298.
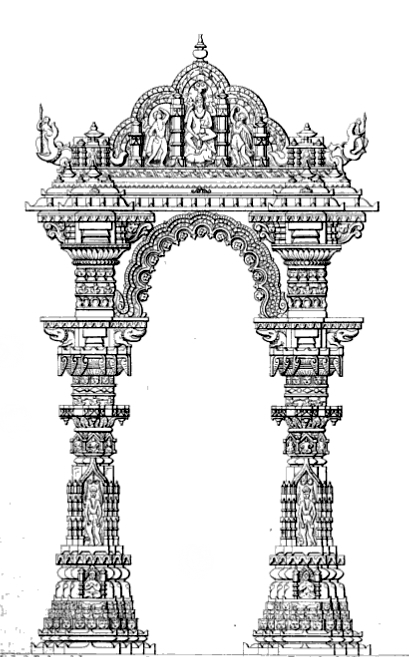
Ricostruzione artistica del Kirtistambh nei pressi del tempio Rudra Mahalaya, distrutto da Alauddin Khalji.
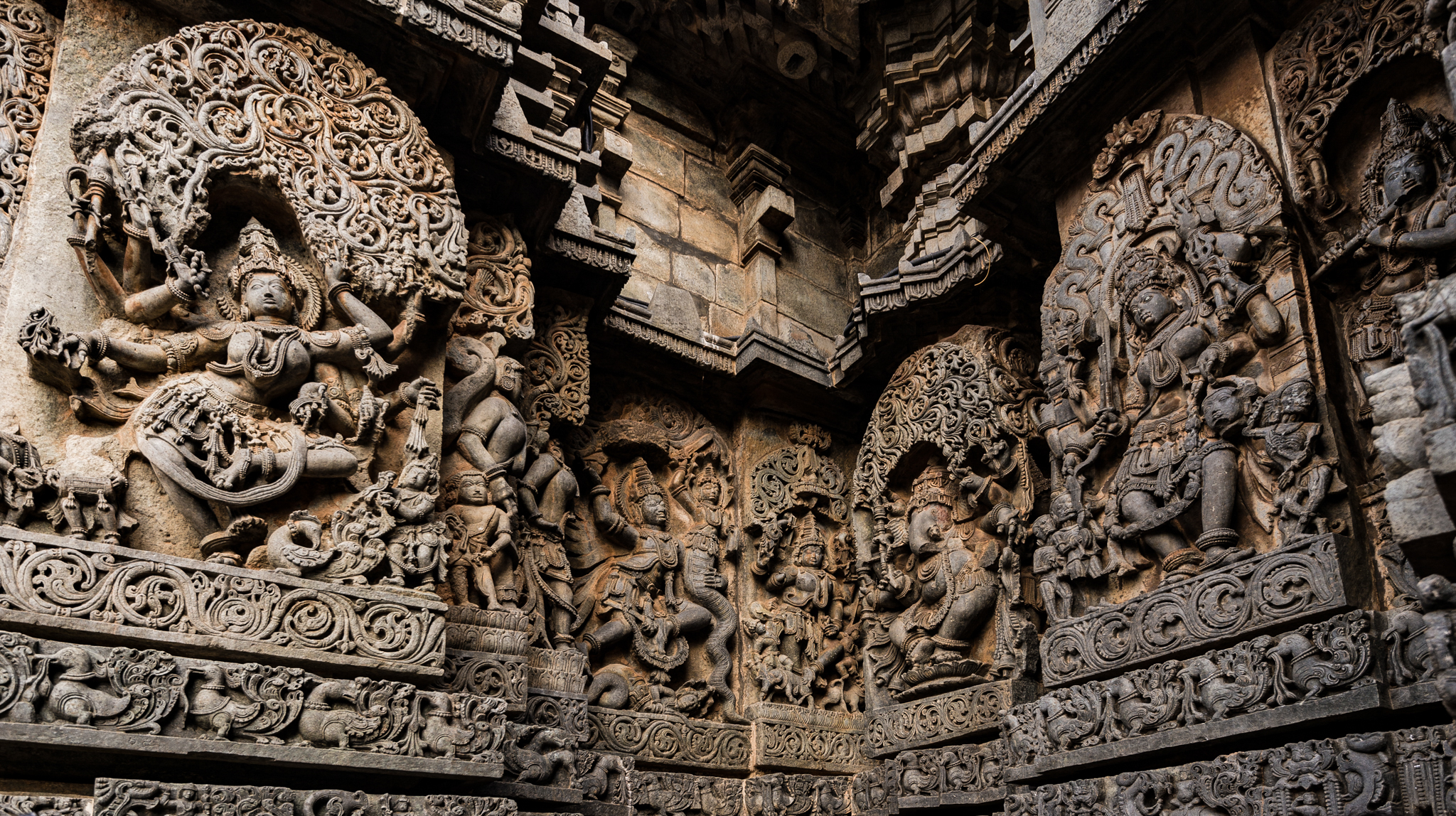
Rilievi sulla parete esterna al tempio di Hoysaleswara, saccheggiato due volte.

## Economia
Molti storici sostengono che il Sultanato di Delhi avesse reso l'India più multiculturale e cosmopolita; la nascita di una nuova potenza in tale regione geografica fu paragonata all'espansione dell'Impero mongolo e definita «parte di una tendenza più ampia che si è verificata sovente nell'Eurasia, ovvero la migrazione di popoli nomadi dalle steppe dell'Asia interna poi diventati dominanti a livello politico».
Secondo Angus Maddison, tra gli anni 1000 e 1500, il PIL indiano, di cui i sultanati rappresentavano una parte significativa, crebbe di quasi l'80% a 60,5 miliardi di $ nel 1500. Tuttavia, questi numeri dovrebbero essere imprescindibilmente contestualizzati: secondo la stima di Maddison, la popolazione indiana salì di quasi il 50% nello stesso arco di tempo, pari a una crescita del PIL pro capite di circa il 20%. Il PIL mondiale più che raddoppiò nella stessa fase e il PIL pro capite dell'India scese al di sotto di quello della Cina, malgrado in precedenza fosse alla pari. La quota del PIL mondiale dell'India calò sotto il Sultanato di Delhi da quasi il 30% al 25% e continuò a diminuire fino alla metà del XX secolo.
In termini di dispositivi meccanici, il successivo imperatore Mughal Babur fornisce una descrizione dell'uso della ruota idraulica nel Sultanato di Delhi. Tuttavia questa ricostruzione fu criticata, ad esempio, da Siddiqui, perché questi riteneva vi fossero prove significative che una simile tecnologia fosse già presente in India prima della nascita del sultanato. Altri ancora obiettano che la ruota venne introdotta in India dall'Iran durante il Sultanato di Delhi, sebbene la maggior parte degli studiosi ritenga che andò coniata in India nel primo millennio. La sgranatrice di cotone a due rulli apparve nel XIII o XIV secolo; tuttavia, Irfan Habib afferma che la sua realizzazione probabilmente avvenne nell'India peninsulare, al tempo non legata a Delhi (salvo che per una breve invasione ad opera dei Tughlaq tra il 1330 e il 1335).
Mentre in Corea e in Giappone la produzione di carta fu avviata rispettivamente nel VI e VII secolo, l'India non apprese il processo fino al XII secolo. La tecnologia cinese per la fabbricazione della carta si diffuse fuori dai confini dell'impero nel 751 d.C. Non è chiaro nemmeno se grazie al Sultanato di Delhi l'uso del materiale igroscopico si diffuse nel resto dell'India, poiché il viaggiatore cinese del XV secolo Ma Huan osserva che la carta indiana era bianca e estratta dalla «corteccia degli alberi», in maniera simile al metodo cinese di fabbricazione e in contrasto con il metodo mediorientale, il quale prevedeva l'impiego di stracci e materiale tessile di scarto. Ad ogni modo, ciò testimonierebbe con sicurezza il fatto che tali conoscenze fossero giunte tramite la Cina.

## Società

### Demografia
Secondo una serie di stime abbastanza balbettanti ipotizzate dagli storici moderni, la popolazione indiana totale si attestò per lungo tempo intorno ai 75 milioni durante l'era dei regni di mezzo dal 1º d.C. al 1000 d.C.. In epoca medievale, l'India nel suo complesso sperimentò una crescita demografica costante per la prima volta in mille anni, con un aumento della popolazione di quasi il 50% (110 milioni) entro il 1500.

### Cultura
Benché il subcontinente indiano fosse invaso da popoli provenienti dall'Asia centrale sin da epoche antiche, ciò che contraddistinse le invasioni musulmane risultò il fatto che, a differenza dei precedenti invasori assimilatisi nella società di turno presente, i nuovi conquistatori preservarono la loro identità islamica e istituirono innovativi sistemi legali e amministrativi. Grazie a essi, si andò a soppiantare in molti casi l'assetto precedente in tema di condotte sociali e di etica, circostanza che aumentò i punti di attrito tra i musulmani e i non musulmani. L'introduzione di nuovi codici culturali, per certi versi abbastanza diversi da quelli sedimentati nelle regioni indiane, diede linfa a una nuova cultura indiana di natura mista, diversa da quella tradizionale. La stragrande maggioranza dei musulmani in India era composta da nativi indiani convertiti all'Islam. Tale fattore svolse un ruolo importante nella sinergia interculturale.
Nella parentesi storica del Sultanato di Delhi, la lingua indostana cominciò a emergere grazie alla coesistenza di quella vernacolare e di quella apabhraṃśa presenti nel nord dell'India, forse fusesi. Amir Khusrow, poeta indiano vissuto nel XIII secolo quando il Sultanato di Delhi era presente nel nord dell'India, nei suoi scritti adoperò una forma di indostano da lui chiamata Hindavi: si trattava verosimilmente della lingua franca dell'epoca.

### Architettura

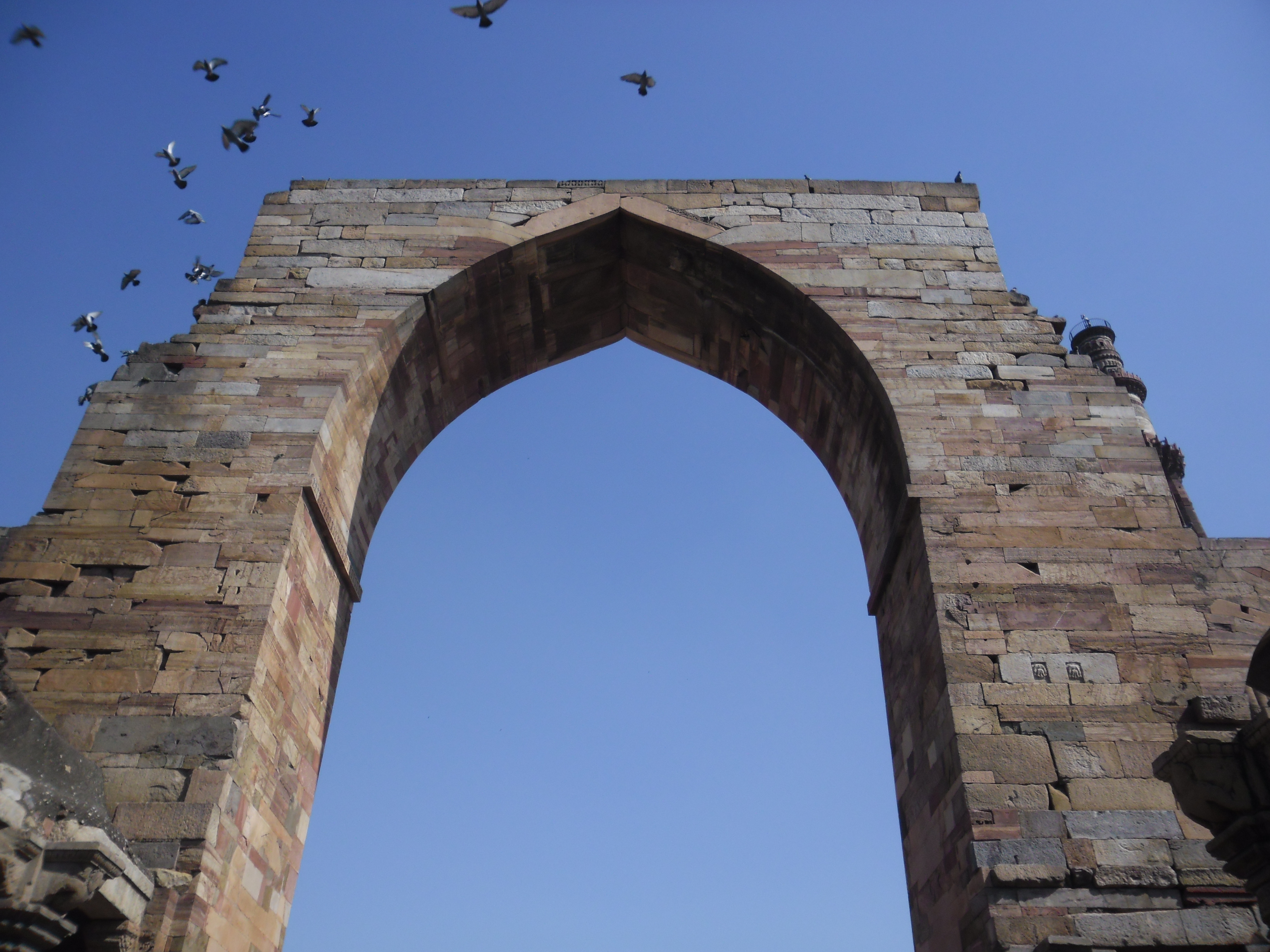
Arco nei pressi del complesso di Qutb, maggiore esempio di architettura dell'epoca in cui fu attivo il Sultanato

Sotto Qutb al-Din Aibak, dal 1206, il nuovo Stato islamico in India portò con sé gli stili architettonici dell'Asia centrale. I tipi e le forme dei grandi edifici richiesti dalle élite musulmane, con moschee e tombe molto appariscenti, apparivano abbastanza diversi da quelli eretti in passato in India. Gli esterni molto spesso sormontati da grandi cupole e caratterizzati da archi si rintracciavano difficilmente nell'architettura dei templi indù e in altri stili tipici dell'India. Tutti e due i generi di struttura consistono essenzialmente in un unico grande spazio ricoperto da un'alta cupola, ma la scultura figurativa, imprescindibile nei templi indù, risulta assente.
L'importante complesso di Qutb a Delhi fu iniziato sotto Muhammad di Ghur, nel 1199, e i lavori proseguirono sotto Qutb al-Din Aibak e i sultani successivi. La moschea Quwwat-ul-Islam (Potenza dell'Islam), al giorno d'oggi in rovina, fu la prima struttura ultimata. Come in altri primi edifici islamici, si riutilizzarono elementi quali colonne dei templi indù e giainisti distrutti, di cui una venne riadattata proprio dove sorgeva in precedenza. Lo stile era iraniano, ma gli archi erano ancora a mensola nel modo tradizionale indiano.
Accanto ad essa, si trova l'altissimo Qutb Minar, un minareto o torre della vittoria che, in maniera fedele al progetto originale e pur venendo realizzato in quattro fasi, tocca i 73 metri di altezza; una nuova aggiunta di centimetri avvenne in seguito, circostanza che ha reso la struttura in mattoni quella più elevata al mondo della sua categoria. L'esempio più a lei simile è il minareto di Jam (62 m) in Afghanistan, composto anch'esso interamente da mattoni, del 1190 circa, risalente a circa un decennio prima del probabile inizio dei lavori della torre di Delhi. Le superfici di entrambi sono riccamente decorate con iscrizioni e motivi geometrici; a Delhi il pozzo è scanalato con «superbe staffe a forma di stalattite sotto i balconi» nella parte superiore di ogni palco. In generale, i minareti richiedevano molto tempo per la costruzione e spesso si presentano separati dalla moschea principale a cui sono vicini.
La tomba di Iltutmish fu aggiunta nel 1236. La sua cupola, composta da un pennacchio di nuovo a sbalzo, è oggi mancante, e l'intricato intaglio è stato descritto dalla critica artistica come caratterizzato da un'«asprezza angolare», forse perché gli operai che contribuirono alla realizzazione dell'opera lavoravano seguendo canoni sconosciuti. Si aggiunsero altri elementi al complesso nel corso dei due secoli successivi.
Un'altra moschea molto antica, iniziata nel 1190, è l'Adhai Din Ka Jhonpra ad Ajmer, nel Rajasthan, costruita per gli stessi governanti di Delhi, ancora una volta con archi e cupole a sbalzo. Qui le colonne del tempio indù (e forse alcune nuove) sono state poste tutte e tre una sopra l'altra per raggiungere un'altezza ancora superiore. Entrambe le moschee presentavano grandi pareti staccate con archi a mensola appuntiti aggiunti di fronte a loro, probabilmente realizzate sotto Iltutmish un paio di decenni dopo. Tra questi, l'arco centrale è più alto, per tentare di emulare la presenza di un iwan. Ad Ajmer, agli archi più piccoli dello schermo si è tentato di dargli una forma a cuspide, il primo caso del genere che si riscontra in India.

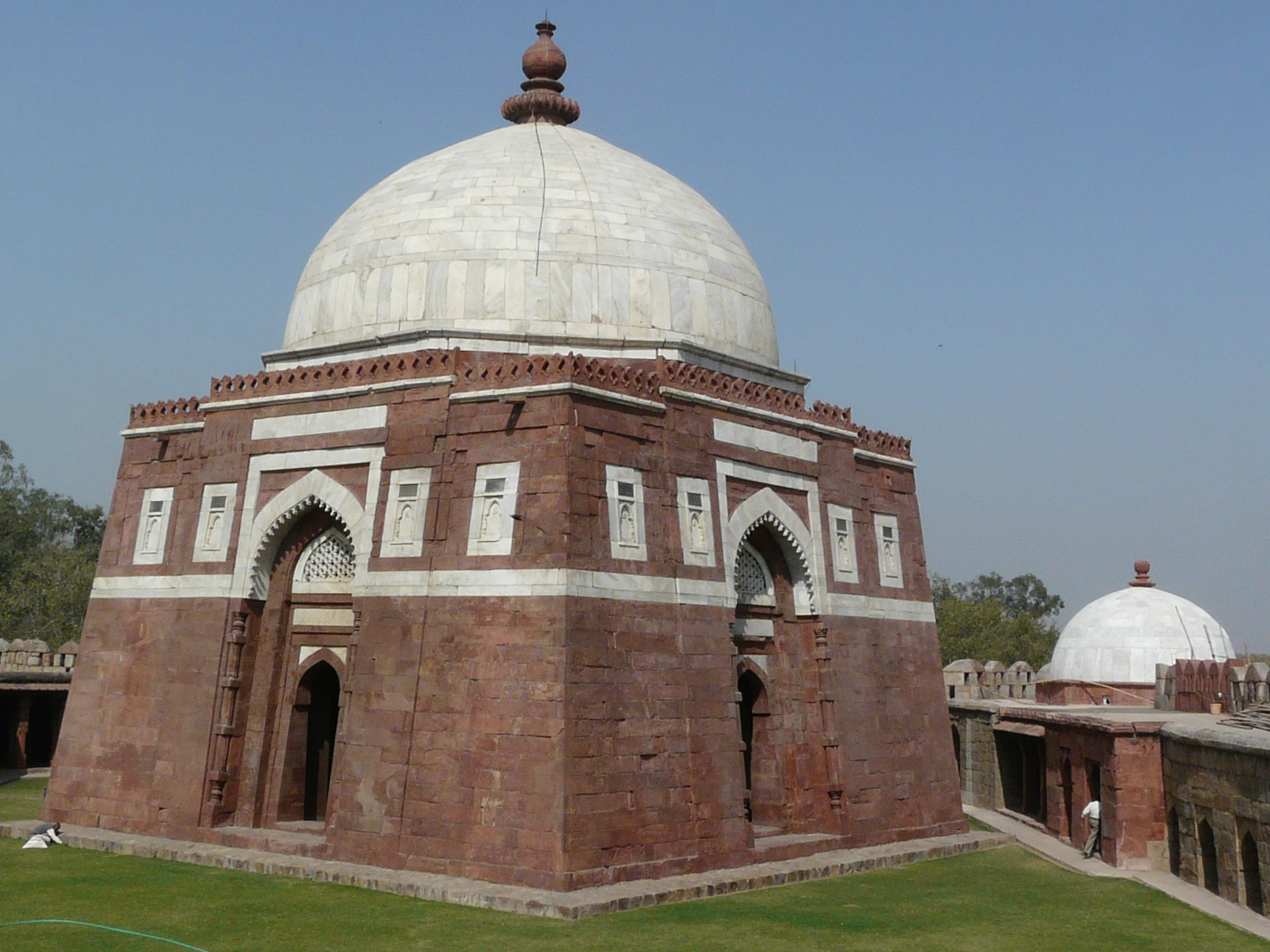
Tomba di Ghiyath al-Din Tughlaq (morto nel 1325), Delhi

Intorno al 1300 vennero costruite delle cupole e degli archi a cuneo; la tomba in rovina di Balban (morto nel 1287) a Delhi potrebbe risultare il primo realizzato seguendo questi canoni. L'ʿAlāʾī Darwāza (Porta di ʿAlāʾ) presso il complesso Qutb, del 1311, mostra ancora un approccio cauto alla nuova tecnologia, con pareti molto spesse e una cupola poco profonda, visibile solo da una certa distanza o altezza. I colori audaci e contrastanti della muratura, con arenaria rossa e marmo bianco, introducono quella che sarebbe diventata una caratteristica comune dell'architettura indo-islamica, sostituendo le piastrelle policrome utilizzate in Persia e in Asia centrale. Gli archi a sesto acuto si uniscono leggermente alla loro base, generando un lieve arco che ricorda vagamente un ferro di cavallo, mentre i bordi interni non risultano a cuspide ma rivestiti con proiezioni convenzionali "a punta di lancia", forse rappresentanti boccioli di loto. Lo jali, ovvero una pietra perforata o una grata, è qui presente: tale elemento era già stato a lungo usati nei templi.

#### Architettura in epoca Tughlaq
La tomba di Shah Rukn-e-Alam (costruita dal 1320 al 1324) a Multan, in Pakistan, si presenta come un grande mausoleo ottagonale in mattoni con decorazioni in vetro policromo che rimane molto più vicino agli stili dell'Iran e dell'Afghanistan; il legno viene utilizzato anche internamente. Si tratta del primo importante monumento eretto in epoca Tughlaq (1320-1413), quando il sultanato visse il suo massimo periodo di splendore. Costruita per un wali piuttosto che per un sultano, la maggior parte delle numerose tombe dei Tughlaq non presenta caratteristiche fuori dal comune. La tomba del fondatore della dinastia, Ghiyath al-Din Tughluq (morto nel 1325) risulta forse quella più austera, ma impressionante; segue il disegno di un tempio indù in miniatura ed è sormontata da un piccolo amalaka (un disco di pietra segmentato o dentellato, di solito con creste sul bordo) e un fastigio rotondo simile a un kalasha. A differenza degli edifici prima menzionati, manca completamente di iscrizioni funerarie e si trova in un complesso composta da alte mura e merlature. Entrambe queste tombe presentano pareti esterne leggermente inclinate verso l'interno, di 25 gradi nella tomba di Delhi: è così anche in molte fortificazioni, tra cui il forte Tughlaqabad in rovina di fronte alla tomba.
I Tughlaq avevano al loro servizio uno stuolo di architetti e costruttori governativi, evento che conferì a svariati edifici uno stile dinastico di fondo; in tale settore, così come in altri, si assumevano anche molti indù. Si dice che il terzo sultano, Firuz Shah (al potere dal 1351 al 1388) abbia progettato lui stesso gli edifici; in virtù della sua lunga parentesi a capo dello stato, più di ogni altro sultano, il numero di edifici costruiti in quell'epoca risulta impressionante. Il complesso del suo palazzo, i cui lavori furono iniziati nel 1354, si trova a Hisar, in Haryana, ed è in stato di rovina, sebbene alcuni settori versino in discrete condizioni. Alcune strutture realizzate durante il dominio di Firuz Shah assumono forme rare o sconosciute negli edifici islamici. Fu sepolto nel grande complesso di Hauz Khasa a Delhi, un luogo in cui già erano presenti delle costruzioni e a cui se ne aggiunsero poi altre in futuro, tra cui diversi piccoli padiglioni a cupola sostenuti esclusivamente da colonne.
In quel momento, l'architettura islamica in India aveva adottato alcune caratteristiche della precedente architettura indiana, come l'uso di un alto piedistallo, e spesso le modanature attorno ai suoi bordi, così come colonne, mensole e ipostili. Dopo la morte di Firoz, i Tughlaq sperimentarono una forte flessione e le dinastie successive non ebbero un grande impatto. Un numero considerevole degli edifici monumentali costruiti risultarono tombe, la cui eccezione principale appaiono gli imponenti giardini di Lodi a Delhi (adornati con fontane, giardini in stile chahar bagh, stagni, tombe e moschee), costruiti nelle ultime fasi della dinastia Lodi. Al di là di tutte le manifestazioni artistiche sopraccitate, l'architettura di altri stati musulmani regionali ha tramandato diversi esempi più affascinanti.

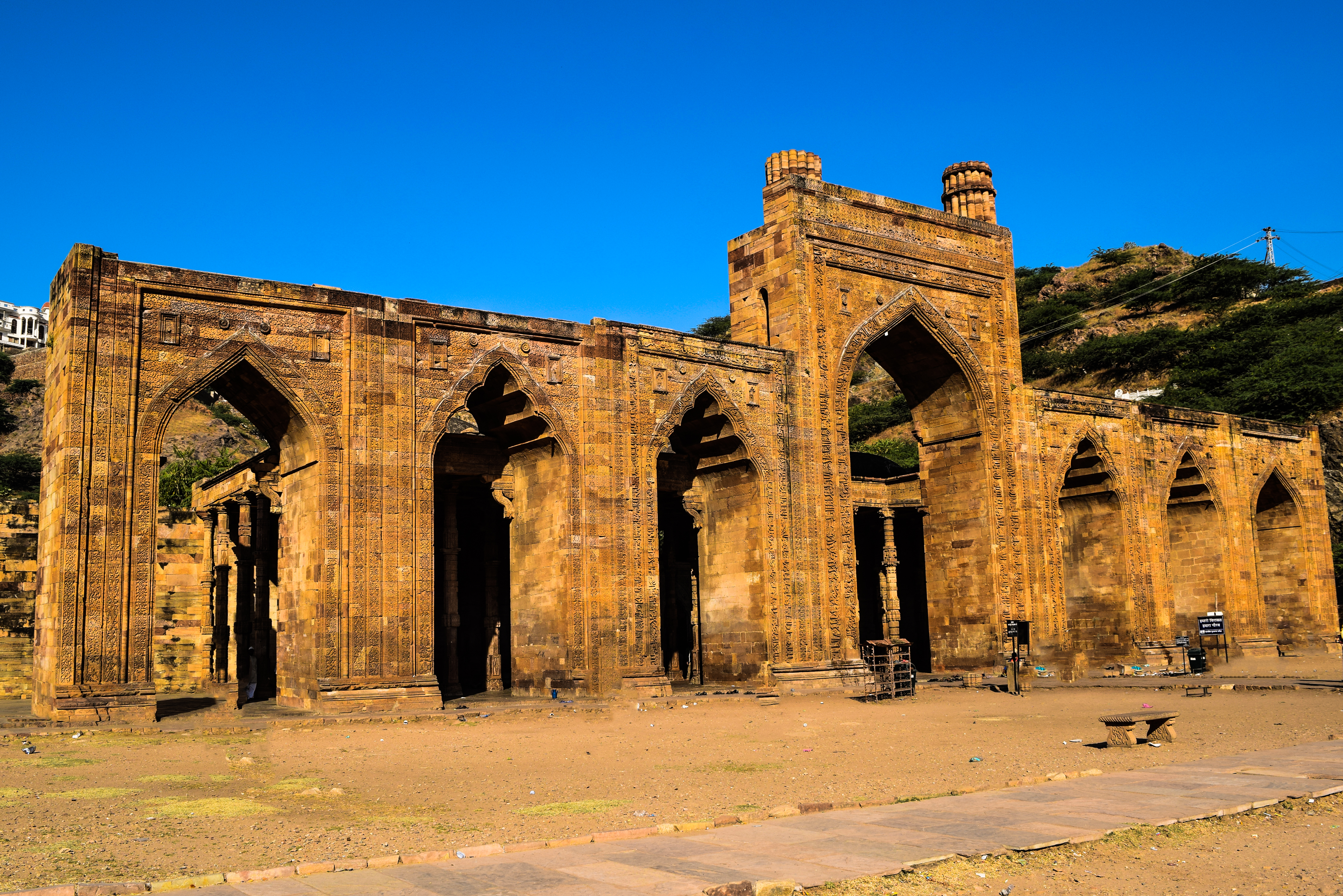
Facciata della moschea di Adhai Din Ka Jhonpra, Ajmer, 1229 circa; alcuni archi sono a mensola, altri a cuspide
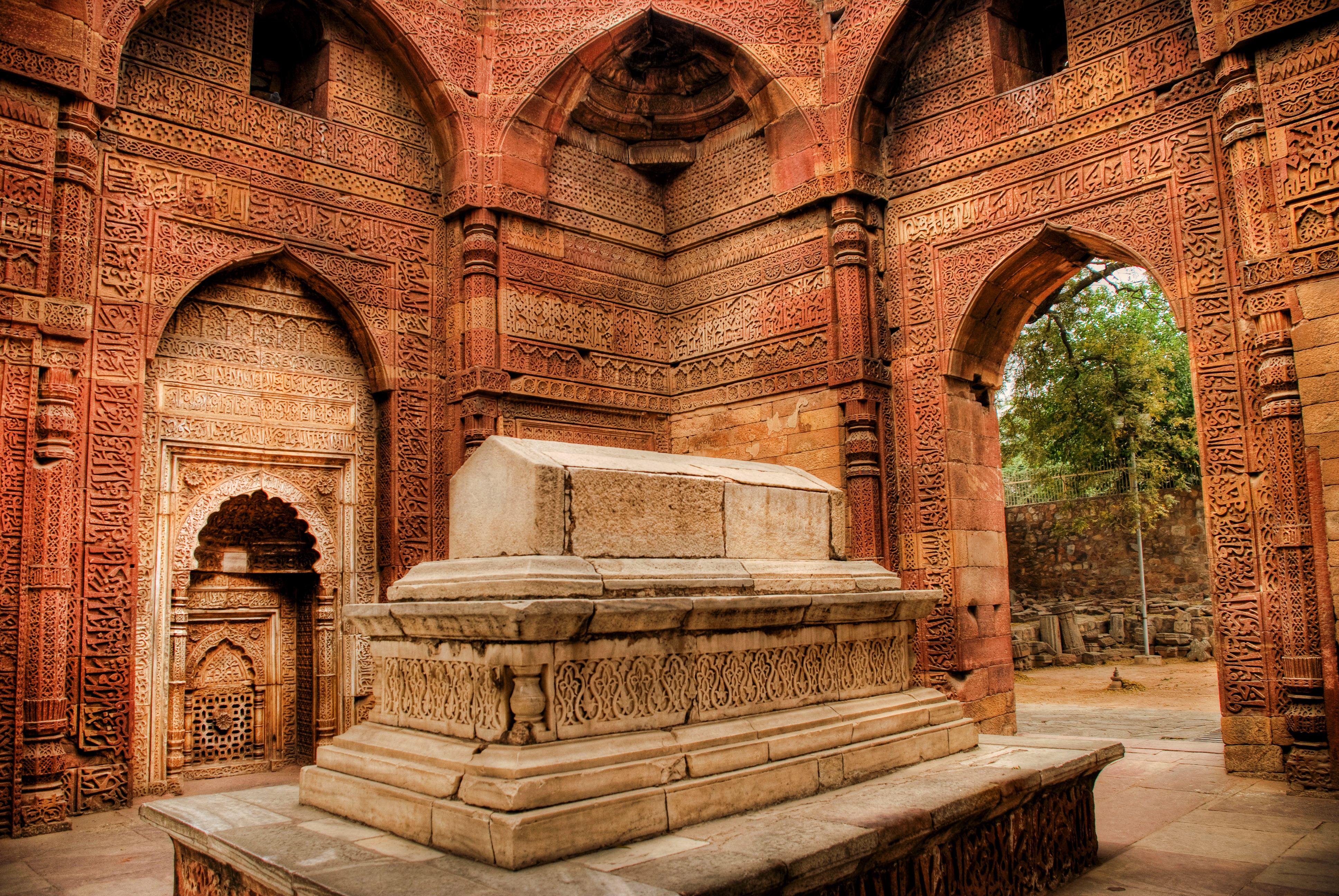
Mausoleo di Iltutmish, Delhi, del 1236, con archi a mensola
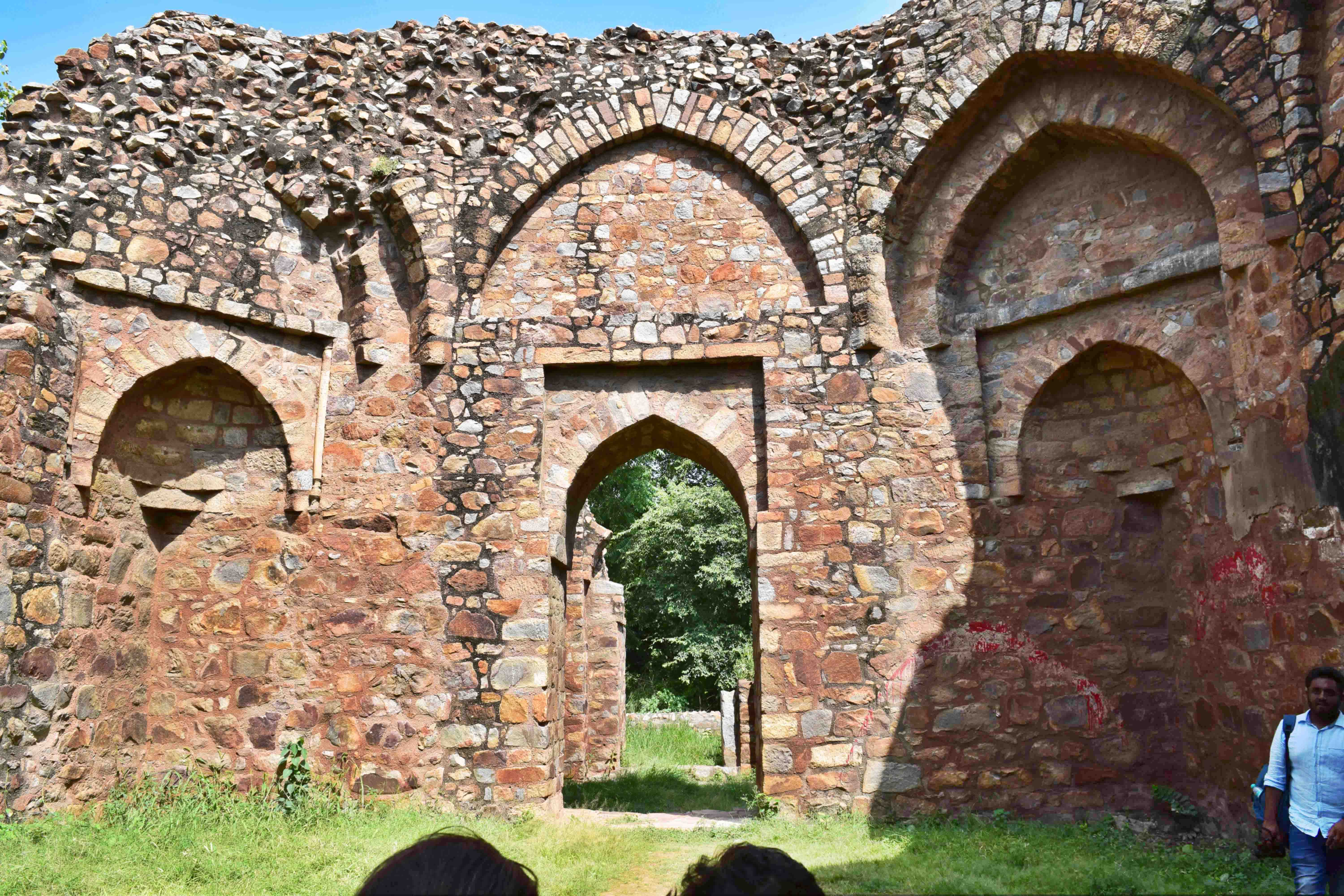
La tomba di Balham (morto nel 1287) a Delhi: forse si tratta dei primi "veri" archi in India
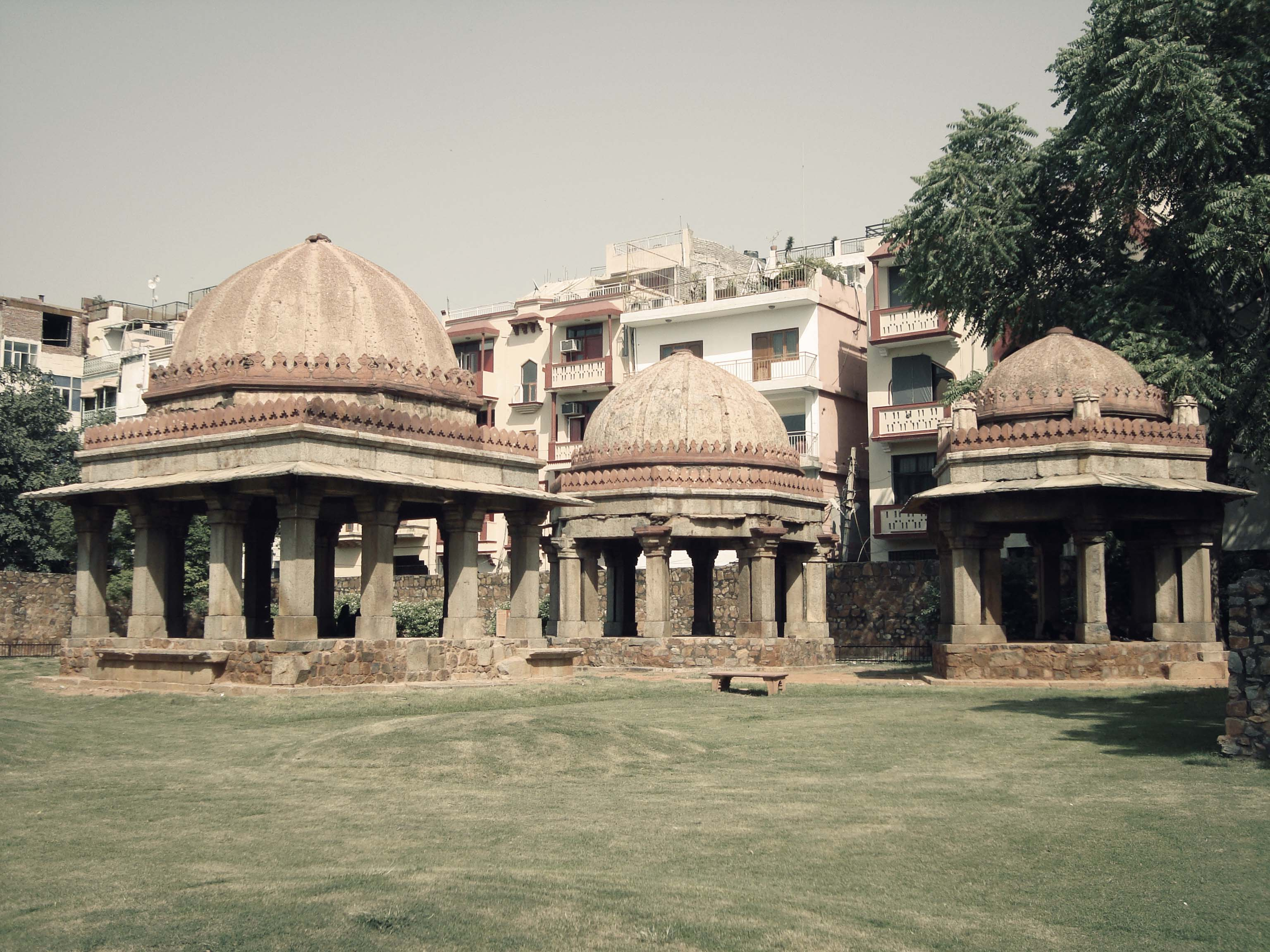
Padiglioni nel complesso Hauz Khas, Delhi
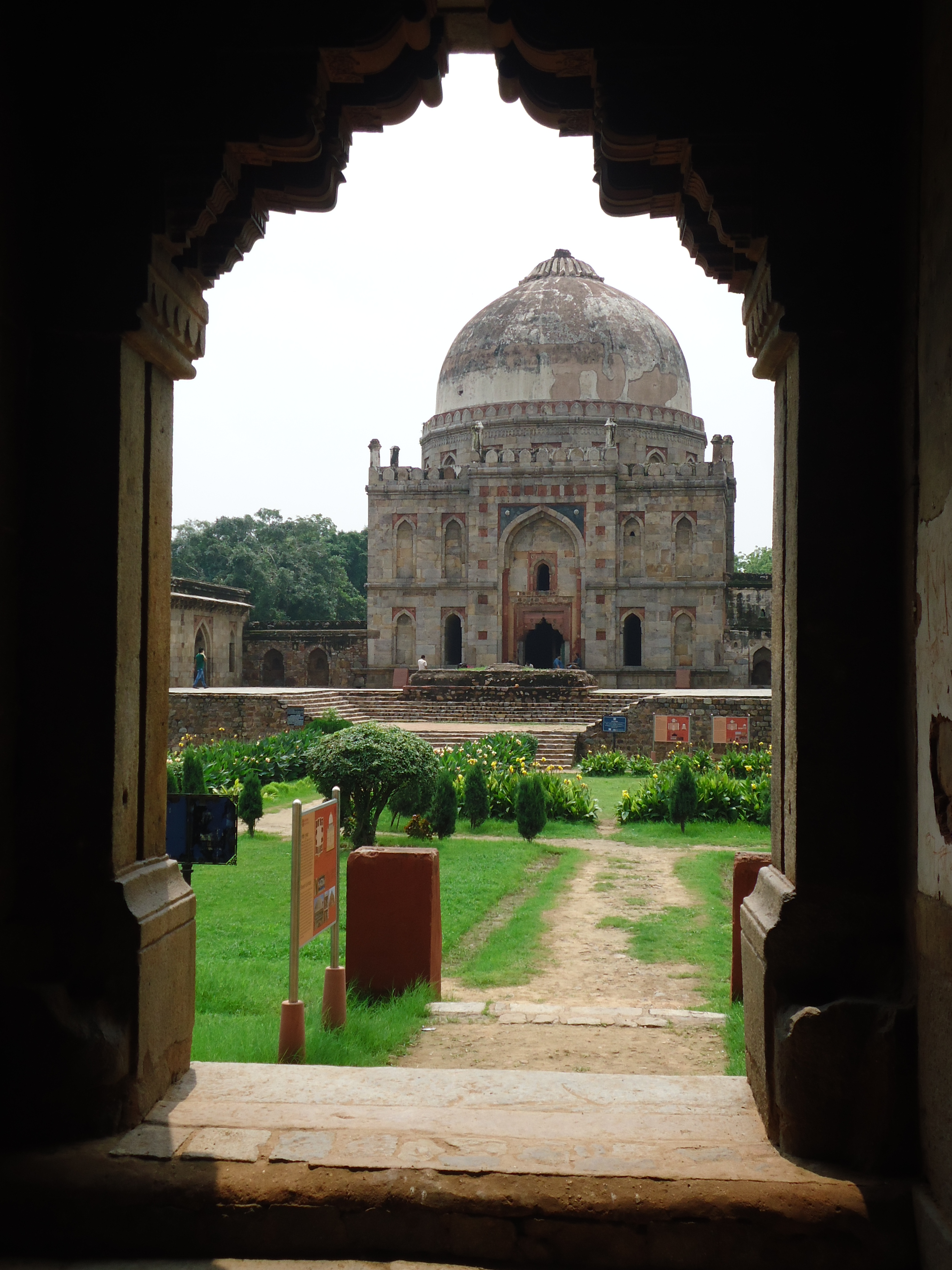
Tomba di Sikander Lodi nei giardini omonimi, Delhi